# Liste geflügelter Worte/U

## Üb’ immer Treu’ und Redlichkeit!
Diese Aufforderung, stets ehrlich zu bleiben, bildet die Anfangszeile des Gedichts Der alte Landmann an seinen Sohn von Ludwig Heinrich Christoph Hölty:
„Üb’ immer Treu’ und Redlichkeit
Bis an dein kühles Grab,
Und weiche keinen Finger breit
Von Gottes Wegen ab.“
Volkstümlich wurden diese Zeilen in der Verbindung mit der Melodie des Papageno Ein Mädchen oder Weibchen aus Mozarts Oper Die Zauberflöte.
Das Glockenspiel der Potsdamer Garnisonkirche spielte ab 1797, dem Regierungsantritt Friedrich Wilhelms III., zur vollen Stunde Lobe den Herren, den mächtigen König der Ehren und zur halben Stunde Üb’ immer Treu' und Redlichkeit, ein Sinnbild preußischer Moraltugend. Das Glockenspiel stürzte beim Luftangriff auf Potsdam in der Nacht vom 14. auf den 15. April 1945 herab. Dass es zuvor ohne menschliches Zutun ununterbrochen Üb’ immer Treu’ und Redlichkeit gespielt habe, gehört ins Reich der Legende, denn auf der die Glockenklöppel steuernden Walze wechselten die Melodien. Am 14. April 1991 stellte die Bundeswehr eine ihr 1987 von privater Seite gestiftete Nachbildung des Glockenspiels in unmittelbarer Nähe des alten Standorts auf, die beide Lieder wieder spielt.
Als beim Bau der Garnisonkirche am Goetheplatz in Hannover 1893 einer der Türme wegen mangelhafter Fundamentierung einstürzte, spotteten die Anhänger der Welfenpartei, ein Schuljunge habe im Vorbeigehen Üb’ immer Treu und Redlichkeit gepfiffen – das habe der Turm nicht verkraftet.

## Über allen Gipfeln ist Ruh
So beginnt das Gedicht Wandrers Nachtlied von Johann Wolfgang von Goethe, das er 1780 mit Bleistift an die Holzwand einer Jagdhütte auf dem Kickelhahn bei Ilmenau schrieb. Es erhielt jedoch bei der ersten Veröffentlichung, die 1815 unter einem früheren Gedicht mit demselben Titel erfolgte, die Überschrift „Ein Gleiches“. Wandrers Nachtlied zählt zu seinen berühmtesten Gedichten.

## Über den Wolken
Über den Wolken ist das bekannteste Lied von Reinhard Mey. Es stammt aus dem Jahr 1974 und beschreibt die Sehnsucht des Sängers, der auf einem Flugplatz steht und einem Flugzeug beim Abheben zusieht. Berühmt ist vor allem der Refrain:
„Über den Wolken muß die Freiheit wohl grenzenlos sein.
Alle Ängste, alle Sorgen, sagt man,
Blieben darunter verborgen und dann
Würde, was uns groß und wichtig erscheint,
Plötzlich nichtig und klein.“
In der Berliner Morgenpost erklärt Uwe Sauerwein, dass auch „unter den Wolken die Freiheit grenzenlos sein kann“ und lässt Mey von seinem glücklichen Leben erzählen.

## Über die Wupper
Der/das ist über die Wupper (gegangen) ist ein heute gesamtdeutscher umgangssprachlicher Ausdruck dafür, dass jemand oder etwas verlorengegangen oder abhandengekommen ist. Die Redewendung geht auf den Umstand zurück, dass im 17. und 18. Jahrhundert junge Männer aus der zu Preußen gehörenden Grafschaft Mark, die sich nicht in der preußischen Armee wiederfinden wollten, vor allem an der alten Heckinghauser Zollbrücke über die Wupper und damit über die Grenze ins Herzogtum Berg gingen.

## Über die allmähliche Verfertigung der Gedanken beim Reden.
Dies ist der Titel eines Aufsatzes von Heinrich von Kleist. Es bedeutet, dass man sich über seine zunächst noch verworrenen Vorstellungen klar werden soll, indem man sie jemandem vorträgt.
Kleist empfiehlt, schwierige Fragen mit einem Gesprächspartner zu besprechen. Ihm geht es dabei um die Notwendigkeit, sich eines Sachverhaltes im Moment des Darüber-Sprechens klarer zu werden: Wenn nämlich der Sprechende seine Gedanken ordnet, um seine Sichtweise zu erläutern, wird er sich der Dinge bewusster.
Heute verwendet man das Zitat, um auszudrücken, dass man oft erst beim Reden seine Gedanken entwickelt.

## Überall ist Wunderland.

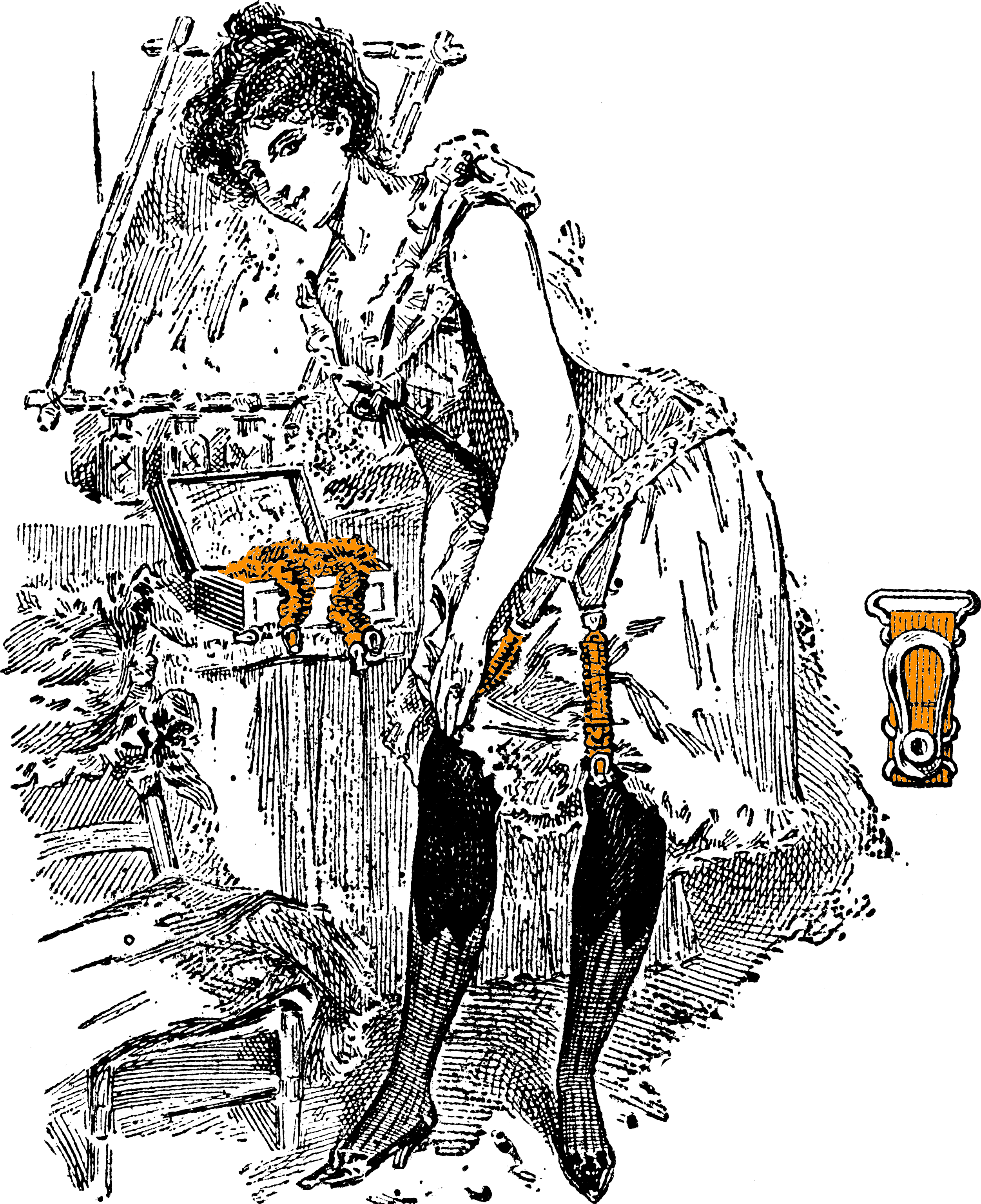
Strumpfband

Diese Feststellung trifft der Schriftsteller Joachim Ringelnatz in seinem skurrilen Gedicht Überall:
„Überall ist Wunderland.
Überall ist Leben.
Bei meiner Tante im Strumpfenband
 Wie irgendwo daneben.“
Das Strumpfband ist in seiner ursprünglichen Form ein Stoffstreifen, der über einem Strumpf um das Bein gebunden wurde, um diesen am Herunterrutschen zu hindern. Strumpfbänder wurden, wie auch Strapse (Strumpfhalter), ursprünglich von beiden Geschlechtern getragen.
Das Zitat Überall ist Wunderland kann als Aufforderung verstanden werden, auch in alltäglichen Dingen das Besondere zu erkennen.

## Ubi sunt?
Die Frage Ubi sunt (lateinisch: „Wo sind sie?“, vollständig: „Ubi sunt qui ante nos in mundo fuere?“ – „Wo sind sie (geblieben), die vor uns auf der Welt waren?“) ist ein Topos in der Predigt und Dichtung des Mittelalters, der dazu dient, dem Leser oder Hörer an Beispielen vergangener Macht oder Schönheit die Vergänglichkeit alles Irdischen in Erinnerung zu rufen und ihn auf das Jenseits als die Bestimmung des Menschen zu verweisen, sich zuweilen aber auch mit nostalgischer Verklärung der Vergangenheit und zeitkritischer Klage über die Gegenwart verbindet.
Der Topos stellt im christlichen Mittelalter eine Variante des jüdisch-christlichen Vanitas-Motives dar und findet sich bereits im biblischen Buch Baruch vorgebildet (Bar 3,16–19):
| Lateinischer Bibeltext der Vulgata:                                               | Wörtlich aus der Vulgata übersetzt:                                        |
| --------------------------------------------------------------------------------- | -------------------------------------------------------------------------- |
| ubi sunt principes gentium et qui dominantur super bestias quae sunt super terram | Wo sind die Gebieter der Völker, die selbst die Tiere der Erde beherrschen |

Ein bekanntes Beispiel ist das Studentenlied Gaudeamus igitur, das bereits in seiner ältesten bekannten Fassung oder Vorstufe aus dem 13. Jahrhundert eine Strophe zu diesem Thema enthielt.

## Ultima Ratio
Siehe auch Ultima Ratio von August Heinrich Hoffmann von Fallersleben
Siehe auch Ultima Ratio von Johann Wolfgang von Goethe

## Um des Kaisers Bart streiten

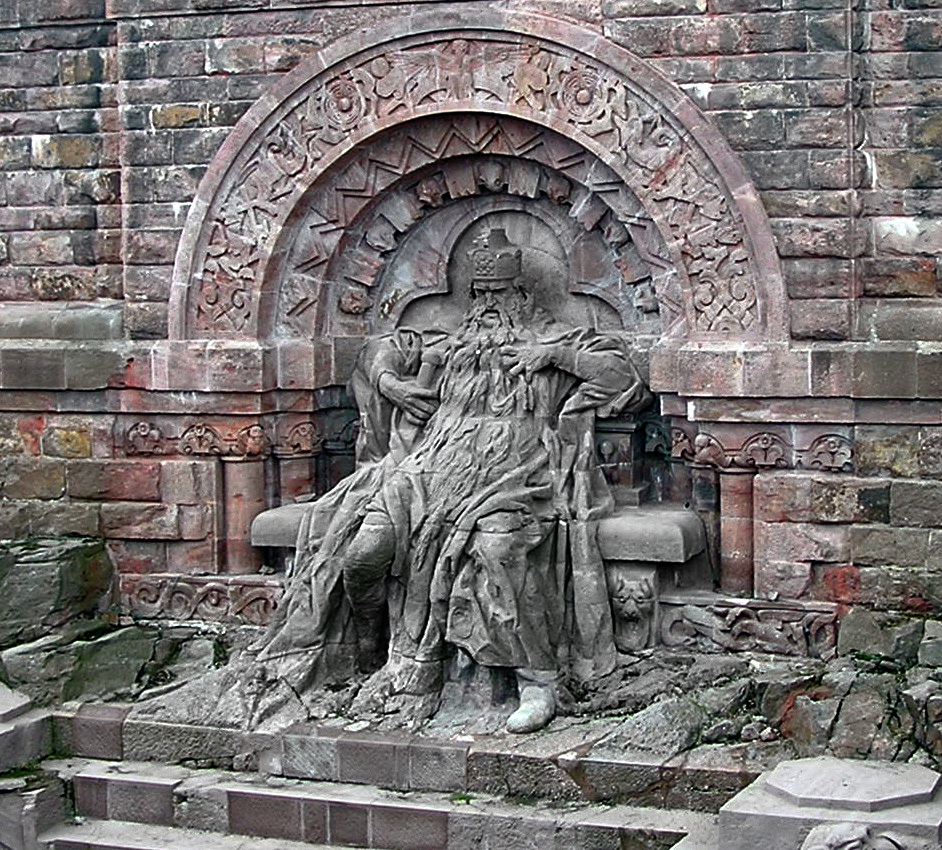
Statue Friedrichs I. am Kyffhäuserdenkmal

Die Redewendung „Um des Kaisers Bart streiten“ wird gebraucht, um auszudrücken, dass es um belanglose Dinge geht, die sich womöglich gar nicht entscheiden lassen. Ein solcher Streit entbrannte tatsächlich im Jahr 363, als Kaiser Julian Apostata auf dem Weg zu seinem Perserfeldzug in Antiochia am Orontes Station machte und die leichtlebigen Bewohner Spottverse auf den ernsten Kaiser mit seinem Philosophenbart dichteten. Julian antwortete mit einer philosophisch inspirierten Satire (Misopogon, griechisch für „Barthasser“), einem der wenigen überlieferten Selbstzeugnisse eines Kaisers nach Mark Aurel.
Allerdings war schon im zweiten vorchristlichen Jahrzehnt die lateinische Wendung „rixari de lana caprina“ („streiten um Ziegenwolle“) zur Kennzeichnung sinnlosen Streits um Nichtigkeiten gebräuchlich. In dieser Bedeutung findet sich im ersten Buch der Horazischen Episteln der Hexameter „alter rixatur de lana saepe caprina“ („ein anderer streitet ständig um Ziegenwolle“). Die Redensart geht möglicherweise auf die Unbestimmtheit des Begriffes lana (Wolle) zurück, die Meinungsverschiedenheiten darüber Raum ließ, ob allein das Haarkleid des Schafs oder auch das anderer Tiere oder gar pflanzliches Material so genannt werden könne; noch das Corpus iuris civilis nahm dazu allerlei klärende Aussprüche Ulpians in sein 32. Buch De legatis et fideicommissis auf. Aller Wahrscheinlichkeit nach hat sich die deutsche Übersetzung von lana caprina in Geißhaar oder Geißbart wegen der Lautähnlichkeit im Laufe der Zeit zu Kaisers Bart gewandelt, ohne dass sich dabei am Sinn der Redensart etwas änderte. Nur die ursprünglichen Zusammenhänge gerieten in Vergessenheit.
In Emanuel Geibels Gedicht Von des Kaisers Bart streiten drei junge Männer im Wirtshaus darüber, ob der Bart Kaiser Friedrich Barbarossas braun, schwarz oder weiß gewesen sei, und gehen deshalb schließlich sogar mit Säbeln aufeinander los. Das Gedicht endet mit der Ermahnung:
Zankt, wenn ihr sitzt beim Weine,

Nicht um des Kaisers Bart!

## Um wieder auf besagten Hammel zu kommen.
Diese Redewendung hat sich aus dem französischen „revenons à nos moutons“ (Kommen wir auf unsere Schafe zurück!) durch August von Kotzebues Lustspiel Die deutschen Kleinstädter von 1802 eingebürgert:
Bürgermeister
„Wiederum auf besagten Hammel zu kommen –“
Olmers
„O Herr Bürgermeister! und wenn Sie mir alle Hammel von ganz Tibet versprächen, jetzt hab’ ich einen Wunsch, der mir näher am Herzen liegt.“
Bürgermeister
„So? So?“
Olmers
„Ich liebe Ihre Mademoisell Tochter.“
Bürgermeister
„Ei, ei.“
Die Redewendung scheint aus einem Schwank entstanden zu sein, den der französische Bernard le Bovier de Fontenelle in der Einleitung zum Leben des Dichters Thomas Corneille erzählt. Darin verklagt ein Tuchhändler seinen Schäfer, weil er Schafe unterschlagen haben soll. Anstatt aber dem Richter darüber zu antworten, spricht er von dem Tuch, um das ihn ein Mann betrogen hat, den er im Gerichtssaal zu sehen glaubt.
Die Redewendung wird angewandt, wenn jemand von allem Möglichen redet, nur nicht von dem Gegenstand, von dem er reden soll.

## Umgang mit Menschen
Diese Floskel geht auf die 1788 erschienene, berühmte Schrift Über den Umgang mit Menschen des Schriftstellers Freiherr Adolph Knigge zurück. Knigge gab in dieser aufklärerischen Schrift seinen Zeitgenossen Regeln für den richtigen Umgang miteinander. Als „Knigge“ bezeichnet man danach heute ein Buch mit Verhaltensregeln.
Im ersten Kapitel mit der Überschrift Allgemeine Bemerkungen und Vorschriften über den Umgang mit Menschen schreibt Knigge:
„Jeder Mensch gilt in dieser Welt nur so viel, als wozu er sich selbst macht... Diese Erfahrung macht den frechen Halbgelehrten so dreist, über Dinge zu entscheiden, wovon er nicht früher als eine Stunde vorher das erste Wort gelesen oder gehört hat, aber so zu entscheiden, daß selbst der anwesende bescheidene Literator es nicht wagt, zu widersprechen, noch Fragen zu tun, die des Schwätzers Fahrzeug aufs Trockene werfen könnten.“

## Umwertung aller Werte
Dieser Ausdruck für eine neue Bewertung bisheriger Wertvorstellungen stammt vom Philosophen Friedrich Nietzsche und bezieht sich auf die Ersetzung christlich-abendländischer Werte durch vorchristlich-archaische Tugenden.
Die ganze Moderne leide an Dekadenz. Dagegen sei nun eine „Umwertung aller Werte“ nötig. Wie allerdings die neuen Werte aussehen sollten, wird aus Nietzsches Werk nicht eindeutig klar.

## Unbewältigte Vergangenheit
Der Ausdruck wurde 1955 auf einer Einladung zu einer Tagung der Evangelischen Akademie Berlin durch den damaligen Akademiedirektor Erich Müller-Gangloff geprägt und in der Folgezeit häufig im Zusammenhang mit dem Thema Nationalsozialismus verwendet, in Analogie zum Trauma bei einem Individuum, wenn eine Gruppe oder Gesellschaft eine historische Erfahrung nicht verarbeitet und die Aufarbeitung einer schuldhaften Vergangenheit noch nicht stattgefunden hat:
- „Argentiniens unbewältigte Vergangenheit“
- „Linkspartei: Unbewältigte Vergangenheit“
- „Furchtbare Juristen. Die unbewältigte Vergangenheit“

## Und also unterscheidet sich der Freie von dem Knecht.

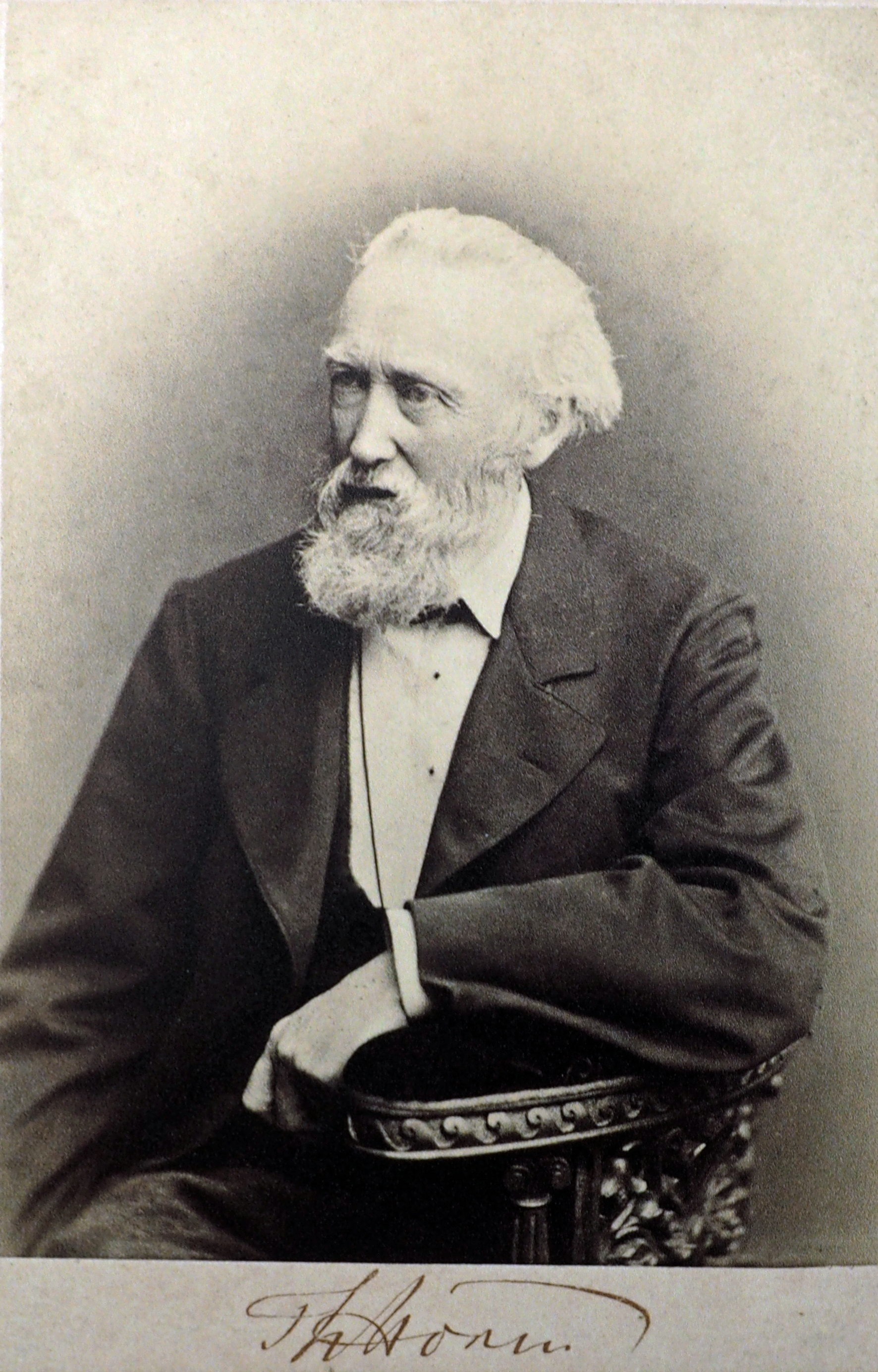
Theodor Storm

Unter der Überschrift Sprüche findet sich im ersten Band von Theodor Storms Werken als erster Spruch:
„Der eine fragt: Was kommt danach?
Der andre fragt nur: Ist es recht?
Und also unterscheidet sich
Der Freie von dem Knecht.“
In einer Predigt zum Brief des Paulus an die Galater (5,1–6) greift der Theologe Eberhard Busch Storms Spruch auf und schreibt:
„Seid Menschen, die „den Mut haben, sich ihres eigenen Verstandes zu bedienen“! Seid wohl beweglich, aber bitte nicht wetterwendisch! Seid nicht Leute, die nach oben katzbuckeln und nach unten treten! Und merkt euch den Spruch Theodor Storms: ‚Der eine fragt: Was kommt danach, der andere fragt nur: Ist es recht, und also unterscheidet sich der Freie von dem Knecht.‘“
Storm war ein Anhänger der Ansicht des deutschen Philosophen Immanuel Kant, der zufolge sich das sittlich Richtige allein von der Pflicht her bestimmen sollte. Der englische Rechtsanwalt Jeremy Bentham hingegen war der Ansicht, das Kriterium von richtig und falsch sei „das größte Glück der größten Zahl“.

## Und bist du nicht willig, so brauch ich Gewalt.

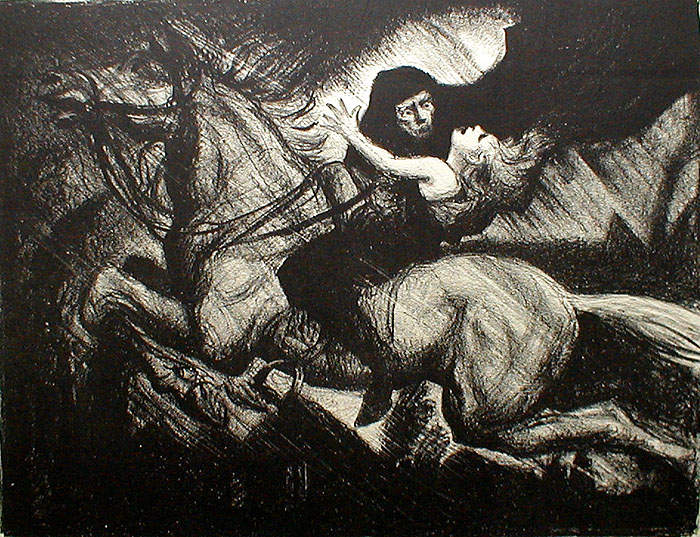
Albert Sterner: Der Erlkönig

„Und bist du nicht willig, so brauch ich Gewalt“ ist der zweite Vers der vorletzten Strophe aus Goethes Ballade Erlkönig:
Ich liebe dich, mich reizt deine schöne Gestalt,

Und bist du nicht willig, so brauch ich Gewalt!

Mein Vater, mein Vater, jetzt faßt er mich an,

Erlkönig hat mir ein Leids getan.
Es ist die letzte Aufforderung des Erlkönigs an den Knaben im Arm des Vaters, mit ihm zu gehen.
Im Gedicht ist der Erlkönig ein dämonischer, todbringender Verführer. Heute wird das Zitat scherzhaft verwendet, wenn man Schwierigkeiten bei bestimmten Handgriffen hat und glaubt, nur mit Gewalt weiter zu kommen:
- „Und bist du nicht willig ...“ (Thriller von Rebecca Drake)
- „Und bist du nicht willig: Telefonverträge wider Willen.“

## Und dann und wann ein weißer Elefant.
Diese Worte sind die Schlüsselzeile aus Rainer Maria Rilkes Gedicht Das Karussell, in dem ein Zirkus im Pariser Park Jardin du Luxembourg beschrieben wird:
„Mit einem Dach und seinem Schatten dreht
sich eine kleine Weile der Bestand
von bunten Pferden, alle aus dem Land,
das lange zögert, eh es untergeht.

Zwar manche sind an Wagen angespannt,
doch alle haben Mut in ihren Mienen;
ein böser Löwe geht mit ihnen
und dann und wann ein weißer Elefant.“
Die Worte kommen insgesamt drei Mal in dem Gedicht vor und beschreiben aus der Sicht eines Kleinkindes, wie beim Drehen des Karussells immer wieder der weiße Elefant erscheint. Die Abstände zwischen dem Auftauchen des „weißen Elefanten“ werden immer kürzer. Daraus kann man schließen, dass sich das Karussell immer schneller dreht.
Das Zitat ist heute zum Beispiel der Name eines Musikstücks oder der Titel eines Buchs von Elisabeth Borchers.

## Und dann verließen sie ihn
Und dann verließen sie ihn ist ein neutestamentliches Wort aus der Bibel (Mt 26,56); und da(nn) verließen sie ihn wird verwendet im Sinne von und dann wusste er nicht mehr weiter (bei einer Verrichtung) oder und dann war er ratlos.

## Und das ist auch gut so!

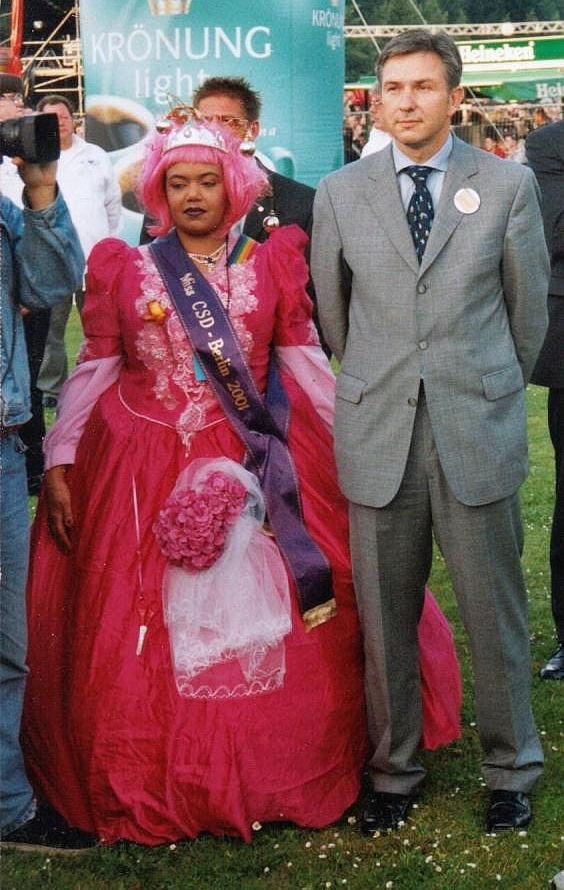
Klaus Wowereit auf dem Berliner Christopher Street Day

Der Berliner Politiker Klaus Wowereit bekannte sich 2001 auf einem Sonderparteitag bei seiner Nominierung als Kandidat für das Misstrauensvotum gegen Eberhard Diepgen und für angestrebte Neuwahlen mit folgenden Worten zu seiner Homosexualität:
„Ich bin schwul – und das ist auch gut so, liebe Genossinnen und Genossen.“
Wowereit nahm damit einer sich abzeichnenden Thematisierung in einigen Medien den Wind aus den Segeln.
Der Titel von Wowereits 2007 erschienenen Autobiografie ist ... und das ist auch gut so. Mein Leben für die Politik.
Der Stern überschreibt einen Artikel über Wowereit mit dem Titel Der „und-das-ist-auch-gut-so“-Mann. Der Satz stammt allerdings ursprünglich von Wowereits Vorgänger Klaus Schütz, der zwischen 1967 und 1977 Regierender Bürgermeister von Berlin war und einmal scherzhaft über sich gesagt hatte:
„Ich bin Klaus Schütz, und das ist gut so.“

## Und der Haifisch, der hat Zähne.
Mit dieser Zeile beginnt Die Moritat von Mackie Messer aus der 1928 uraufgeführten Dreigroschenoper von Bertolt Brecht. Der von Kurt Weill komponierte Eröffnungssong lässt gleich eines der Hauptthemen des Werks anklingen, nämlich die skrupellose Geschäftemacherei und die rücksichtslose Machtausübung:
Und der Haifisch, der hat Zähne

und die trägt er im Gesicht

und Macheath, der hat ein Messer

doch das Messer sieht man nicht.
Für die geplante Verfilmung fügte Brecht 1930 unter anderem die folgende bekannte Schlussstrophe hinzu, aus denen die Zeile „Die im Dunkeln sieht man nicht“ ebenfalls zum geflügelten Wort wurden:
Denn die einen sind im Dunkeln

Und die andern sind im Licht.

Und man siehet die im Lichte

Die im Dunkeln sieht man nicht.

## Und der Himmel hängt voller Geigen.

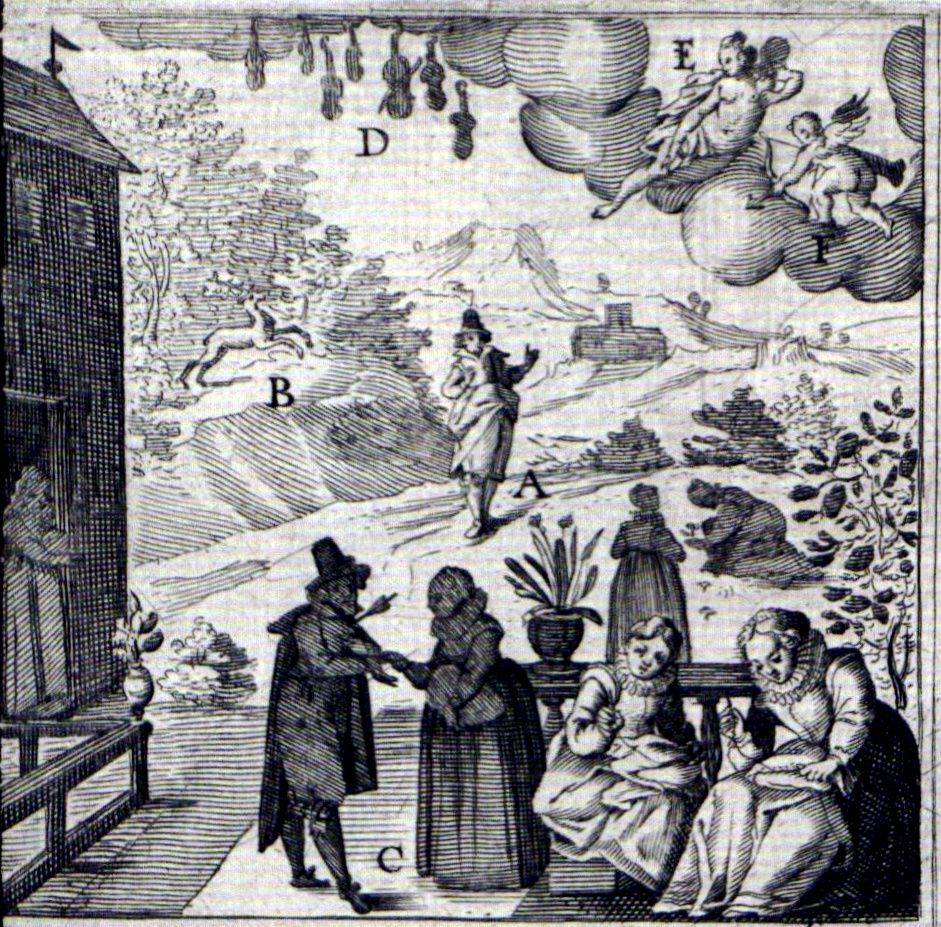
Da hengt der Himmel voller Geigen, Illustration auf einem Flugblatt zur Warnung vor unbesonnener Eheschließung, 1616

Mit diesen Worten schwärmt im zweiten Akt der Operette Der liebe Augustin von Leo Fall der Klavierlehrer Augustin Hofer von einem Lokal, das er in Wien zusammen mit seiner von ihm angebeteten Schülerin Prinzessin Helene eröffnen will:
„Und der Himmel hängt voller Geigen,
wenn der Flieder blüht in den Zweigen
und ein blonder Schatz, eine Schmeichelkatz’,
summt das Walzerlied leise mit.
Duiduidioo…“
Zugrunde liegt eine seit dem 16. Jahrhundert verbreitete Redensart, die wahrscheinlich auf Gemälde zurückgeht, auf denen der Himmel mit musizierenden Engeln belebt dargestellt war. Heute wird damit ausgedrückt, dass man glücklich und in Hochstimmung ist. So heißt es über neue Liebesbeziehungen:
„Am Anfang hängt der Himmel voller Geigen. Man schwört sich ewige Treue.“
Die Redensart ist auch im Journalismus beliebt, falls Euphorie Gegenstand der Berichterstattung ist:
„C-Klasse-Premiere: Stuttgarts Himmel hängt voller Geigen.“

## Und die Moral von der Geschicht’…

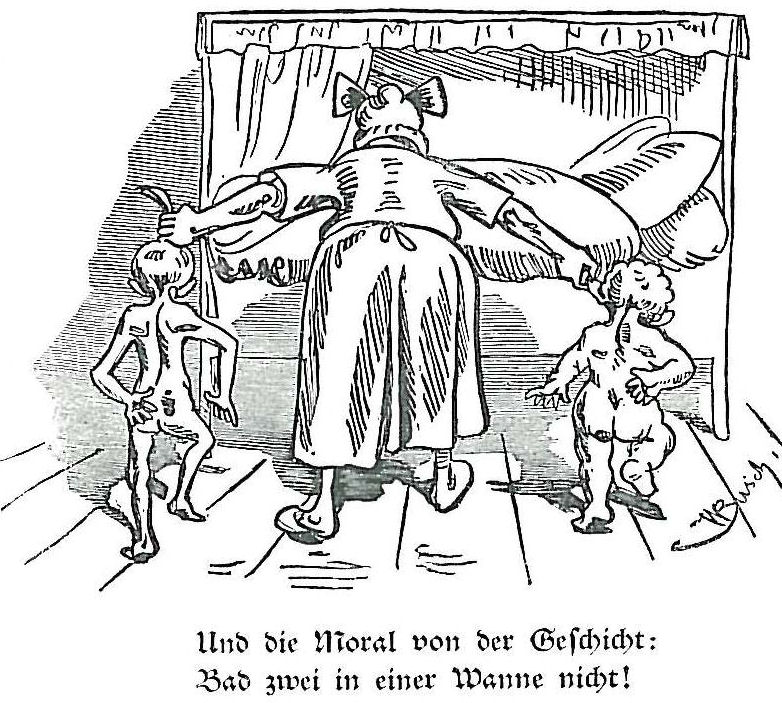
„Und die Moral von der Geschicht’:
Bad’ zwei in einer Wanne nicht.“

Die Redewendung „Und die Moral von der Geschicht“ stammt aus Wilhelm Buschs Bildergeschichte Das Bad am Samstagabend. Zu Zeiten, als das Baden noch ein Luxus war, wurden die Kinder einmal in der Woche gemeinsam in die Wanne gesteckt. In diesem Fall sind es zwei Jungen, die in der Badewanne jede Menge Unfug anstellen.
Die kurze Bildergeschichte schließt – nachdem die beiden Lausbuben ein Chaos in der Badestube angerichtet haben – mit der Folgerung:
„Und die Moral von der Geschicht’:
 Bad’ zwei in einer Wanne nicht.“
Der Dramatiker Rolf Hochhuth gab eine Gesamtausgabe von Buschs Werken heraus, der er den beziehungsreichen Titel Und die Moral von der Geschicht gab. Aber auch in anderen Zusammenhängen wird dieses Zitat angeführt:
- „Und die Moral von der Geschicht’, entlasse unzufriedene Kunden aus der Pflicht.“
- „Redeweisen und die Moral von der Geschicht’“
- „Und die Moral von der Geschicht: Ärgert eure Putzfrau nicht!“

## Und die Mutter blicket stumm auf dem ganzen Tisch herum.

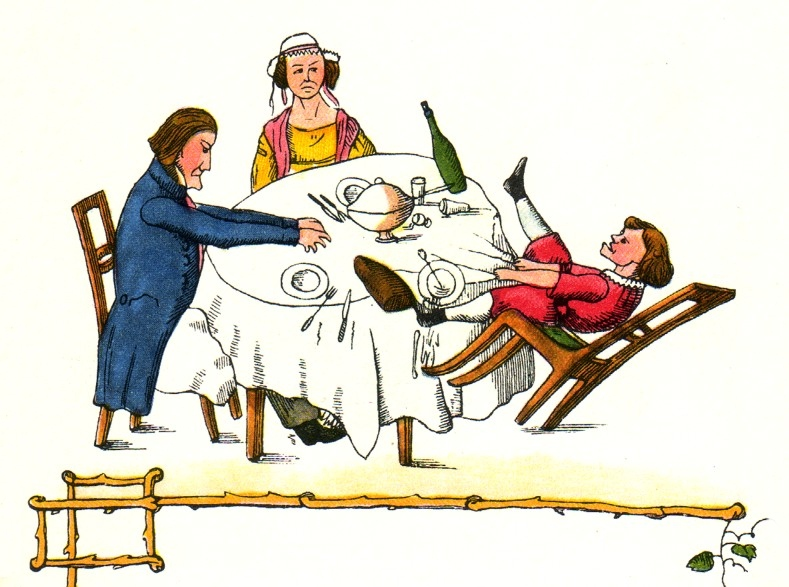
Zappelphilipp

Diese Verse stammen aus der Geschichte vom Zappelphilipp in dem Kinderbuch des Frankfurter Arztes Heinrich Hoffmann, in der geschildert wird, wie die Mutter fassungslos auf den leeren Tisch blickt, nachdem der zappelnde Philipp mit seinem Stuhl umgekippt ist und dabei das Tischtuch mit Geschirr und Speisen heruntergerissen hat:
„Seht! Er schaukelt gar zu wild, bis der Stuhl nach hinten fällt;
da ist nichts mehr, was ihn hält;
nach dem Tischtuch greift er, schreit.
Doch was hilft’s? Zu gleicher Zeit fallen Teller, Flasch’ und Brot.
Vater ist in großer Not, und die Mutter blicket stumm
auf dem ganzen Tisch herum.“

## Und die Sonne Homers, siehe! Sie lächelt auch uns.

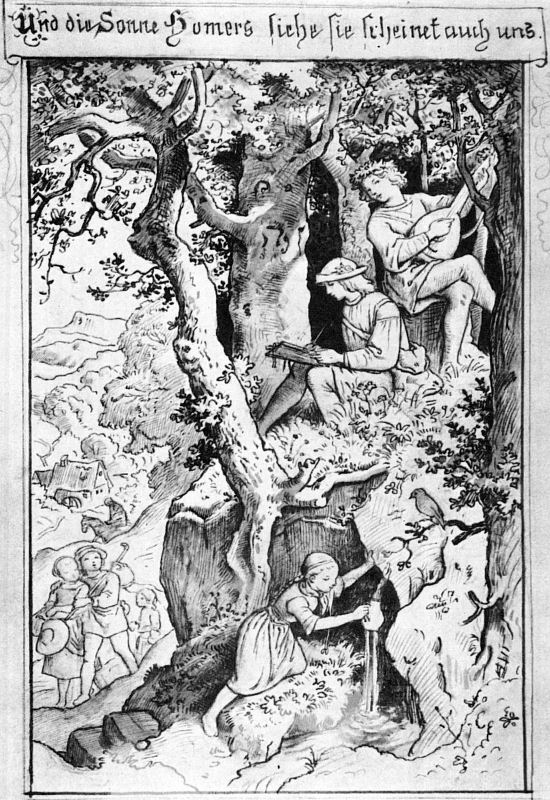
Adrian Ludwig Richter: „Und die Sonne Homers, siehe sie scheinet auch uns.“

So lautet der Schlussvers von Friedrich Schillers Gedicht Der Spaziergang, das erstmals 1795 unter dem Titel Elegie erschien. Der erste Teil schildert die Schönheit der Natur während eines Morgenspaziergangs; im zweiten Teil wird die Entwicklung des Menschen beschrieben. Der dritte Teil kehrt zur wirklichen Umgebung zurück:
„Nährest an gleicher Brust die vielfach wechselnden Alter;
Unter demselben Blau, über dem nämlichen Grün
Wandeln die nahen und wandeln vereint die fernen Geschlechter,
Und die Sonne Homers, siehe! sie lächelt auch uns.“
Der Biedermeier-Zeichner Adrian Ludwig Richter fertigte 1861 eine Grafik an, bei deren Titel er das Schiller-Zitat leicht variierte:
„Und die Sonne Homers, siehe sie scheinet auch uns.“
Ähnliche Bilder gibt es auch von Karl Ritter, dessen vier Kaltnadelradierungen den Titel Die Sonne Homers haben.
Joachim Wohlleben schrieb 1990 ein Buch mit dem Titel Die Sonne Homers, dessen Inhalt „Zehn Kapitel deutscher Homer-Begeisterung: Von Winckelmann bis Schliemann“ sind.

## Und drinnen waltet die züchtige Hausfrau.

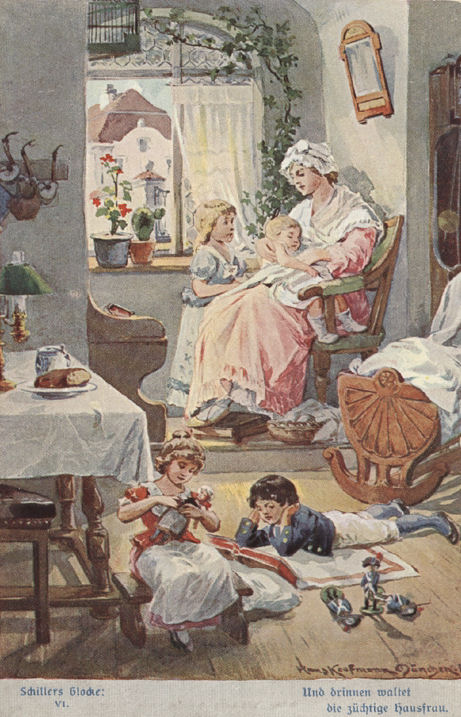
Die züchtige Hausfrau

Mit diesem Zitat aus Friedrich Schillers Gedicht Das Lied von der Glocke wird heute scherzhaft die traditionelle Rollenverteilung in der Ehe angesprochen. Zuerst heißt es vom Mann:
„Der Mann muß hinaus
Ins feindliche Leben,
Muß wirken und streben
Und pflanzen und schaffen, …“
Später dann über die Frau:
„Und drinnen waltet
Die züchtige Hausfrau,
Die Mutter der Kinder,
Und herrschet weise
Im häuslichen Kreise,
Und lehret die Mädchen
Und wehret den Knaben,
Und reget ohn’ Ende
Die fleißigen Hände, …“
Der Schriftsteller Hans Magnus Enzensberger kritisierte 1966 Schillers plakative Sprache:
„Das Versagen des Autors verrät sich übrigens auf das schlagendste an seiner Sprache. Ein Blick auf die Adjektive, mit denen er seine Niemandsfiguren schmückt, genügt. Das Kind ist „geliebt“, der Knabe „stolz“, die Jungfrau „züchtig“, die Hausfrau dito, die Gattin „teuer“, die Mutter „treu“, der Bürger „ruhig“. Alle weiteren Bestimmungen scheinen geradezu darauf angelegt, jeder Bestimmung aus dem Wege zu gehen.“

## Und ein Narr wartet auf Antwort.
Dies ist die Schlusszeile des Gedichts Fragen von Heinrich Heine, das mit weiteren Gedichten im Kapitel Die Nordsee, Zweiter Cyklus 1827 sowohl in Reisebilder, Zweiter Theil als auch im Buch der Lieder veröffentlicht wurde.
Am Meer, am wüsten, nächtlichen Meer
Steht ein Jüngling-Mann
und macht sich zum Narren, indem er die Wogen bittet, ihm „das Rätsel des Lebens“ zu lösen. Die Natur, „gleichgültig und kalt“, bleibt stumm. „Und ein Narr wartet auf Antwort.“

## … und Erwachsene ebenso

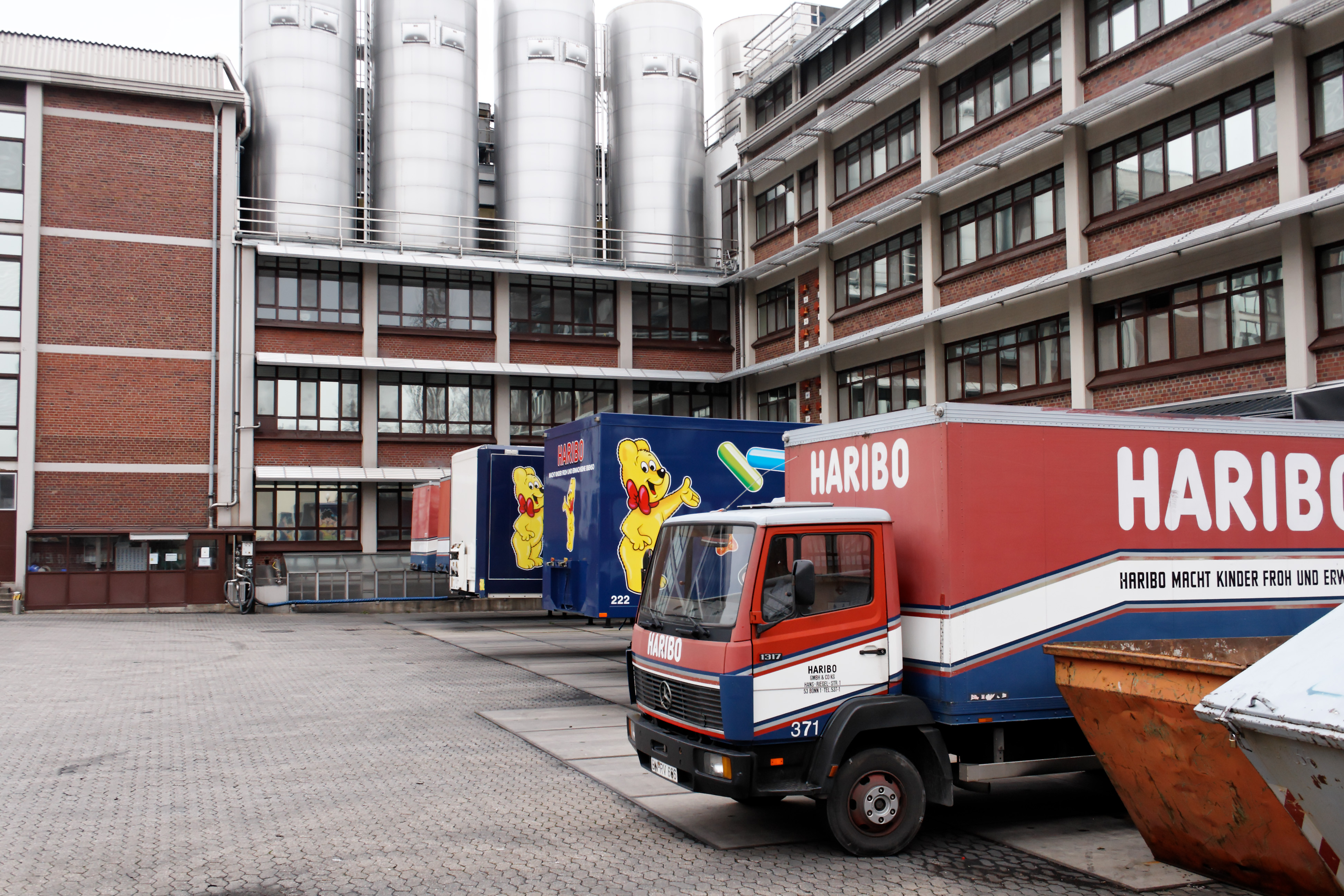
Haribo-LKW mit Werbespruch

Der deutsche Süßwarenhersteller Haribo wirbt seit dem Jahr 1935 mit dem Werbespruch „Haribo macht Kinder froh“. 1962 wurde der Slogan um den Zusatz „und Erwachsene ebenso“ ergänzt. Nach einer Umfrage von Kabel1 ist dies der bekannteste Werbeslogan in Deutschland.
Der Slogan wurden in etliche Sprachen übersetzt:
- „Kids and Grown-ups love it so / the happy world of Haribo.“
- „Haribo, c’est beau la vie / pour les grands et les petits.“
- „Dulces sabores para pequeños y mayores.“
- „Haribo maakt kinderen blij, volwassenen horen ook daarbij.“

## Und ewig singen die Wälder.
Und ewig singen die Wälder (norwegisch: Og bakom synger skogene) heißt ein Roman von Trygve Gulbranssen nach Art der isländischen Familiensagas. Weitere Verbreitung fand dieser Titel durch die gleichnamige österreichische Verfilmung von Paul May 1959.
Der Roman spielt um 1800. Er handelt von den Björndals, einem Bauerngeschlecht im Norden Norwegens, das vom Wald und den mühsam angelegten Feldern lebt.
Im Zusammenhang mit dem Waldsterben wurde dieser Titel eher ironisch verwendet oder im Zusammenhang mit der Diskussion um nachwachsende Rohstoffe – ohne jeden Bezug zum Roman.

## Und führe uns nicht in Versuchung!

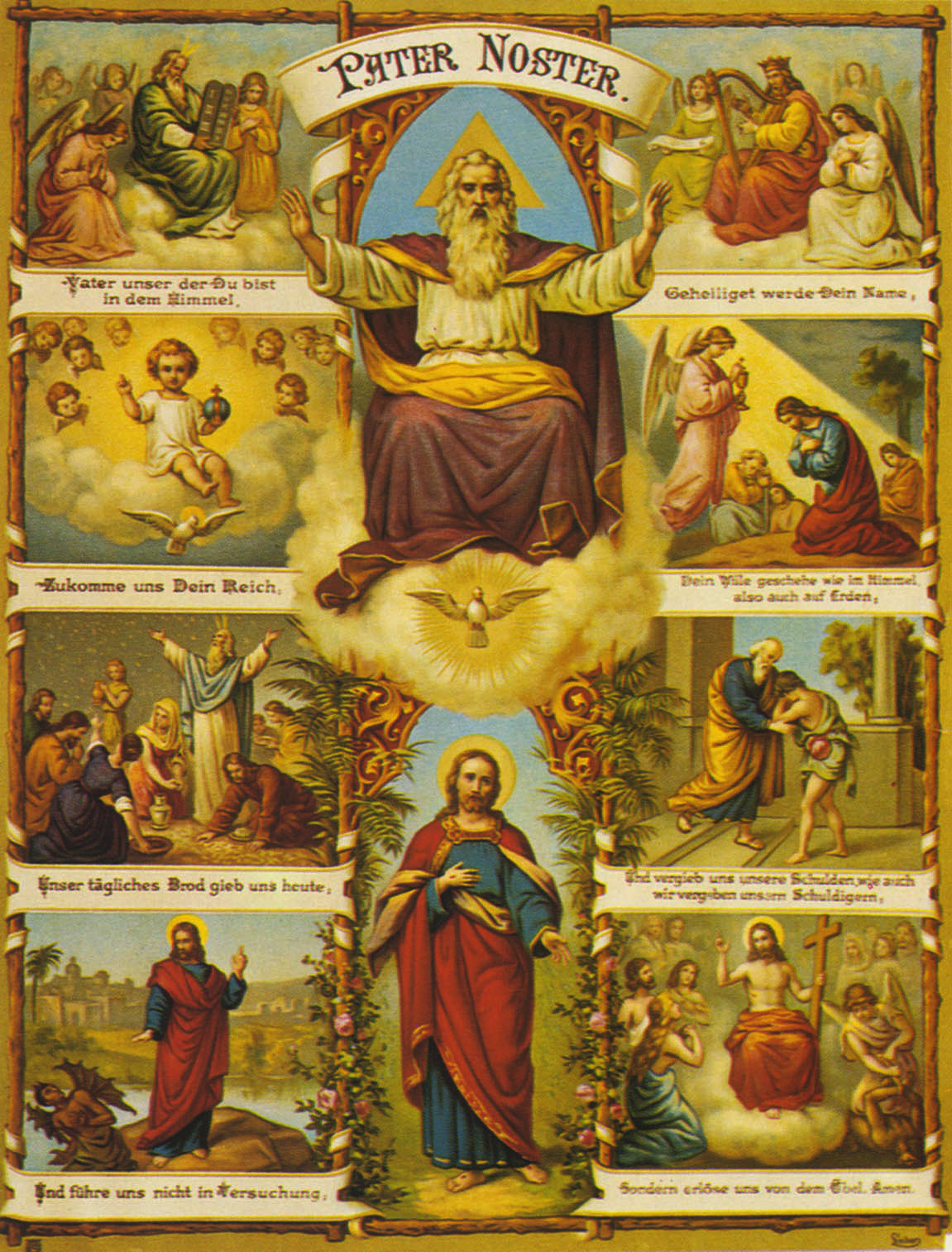
Darstellung des Vaterunsers: „Und führe uns nicht in Versuchung!“ links unten

„Und führe uns nicht in Versuchung“ ist die sechste Bitte des Vaterunsers, deren zweiter Halbsatz „sondern erlöse uns von dem Bösen“ ist.
Dieses Bibelzitat stammt aus dem Evangelium nach Matthäus (6,13) und wird gelegentlich scherzhaft verwendet, wenn jemand in Versuchung geraten könnte, etwas Unerlaubtes zu tun.
Der Kleine Katechismus Martin Luthers sagt dazu:
„GOtt versucht zwar niemand, aber wir bitten in diesem Gebet, daß uns GOtt wolle behüten und erhalten, auf daß uns der Teufel, die Welt und unser eigen Fleisch nicht betrüge, noch verführe in Mißglauben, Verzweifelung und andere große Schand und Laster. Und ob wir damit angefochten würden, daß wir doch endlich gewinnen, und den Sieg behalten.“
Die letzte Bitte des Vaterunsers wirft die wichtige Frage auf, ob Gott die Menschen überhaupt in Versuchung führen will. Die Bibel gibt darauf gegensätzliche Antworten. Im Brief des Jakobus heißt es jedoch eindeutig:
„Keiner, der in Versuchung gerät, soll sagen: Ich werde von Gott in Versuchung geführt. Denn Gott kann nicht in die Versuchung kommen, Böses zu tun, und er führt auch selbst niemand in Versuchung.“ (1,13).
Vaya con Dios – Und führe uns in Versuchung ist ein Film des deutschen Regisseurs Zoltan Spirandelli aus dem Jahr 2002, in dem erzählt wird, wie kurz nach der Wende das vorletzte Kloster des fiktiven Cantorianer-Ordens vor dem Ruin steht.

## Und führen, wohin du nicht willst.
Diese Worte spricht der auferstandene Jesus Christus zum Apostel Simon Petrus:
„Wahrlich, wahrlich ich sage dir: Da du jünger warst, gürtetest du dich selbst und wandeltest, wohin du wolltest; wenn du aber alt wirst, wirst du deine Hände ausstrecken, und ein anderer wird dich gürten und führen, wohin du nicht willst.“
Der evangelische Theologe Helmut Gollwitzer verwandte dieses Bibelzitat als Titel des Bestsellers über seine sowjetische Kriegsgefangenschaft. Er schildert darin das qualvolle Leben in den Gefangenenlagern, betont aber
auch den Unterschied zu den deutschen Konzentrationslagern:
„Uns als Menschen existieren zu lassen – es lässt sich nicht leugnen, dass das die Absicht der Sowjetregierung war.“

## … und ich fühle mich auch nicht sehr wohl.

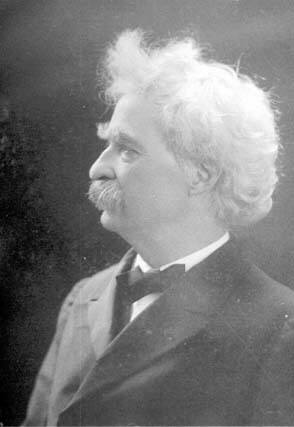
Mark Twain

Dieser – oft mit unterschiedlichen Geistesgrößen zitierte – Satz stammt ursprünglich vom US-amerikanischen Schriftsteller Mark Twain (1835–1910), der 1899 im Londoner Savage Club als Antwort auf die vielen Lobreden Folgendes sagte:
„I was sorry to have my name mentioned as one of the great authors, because they have a sad habit of dying off. Chaucer is dead, Spencer is dead, so is Milton, so is Shakespeare, and I am not feeling very well myself.“
„Ich machte mir Sorgen, weil ich als einer der bedeutenden Autoren genannt wurde. Sie haben nämlich die traurige Angewohnheit auszusterben. Chaucer ist tot, Spencer ist tot, ebenso Milton, ebenso Shakespeare, und ich fühle mich auch nicht sehr wohl.“

## Und immer lockt das Weib.

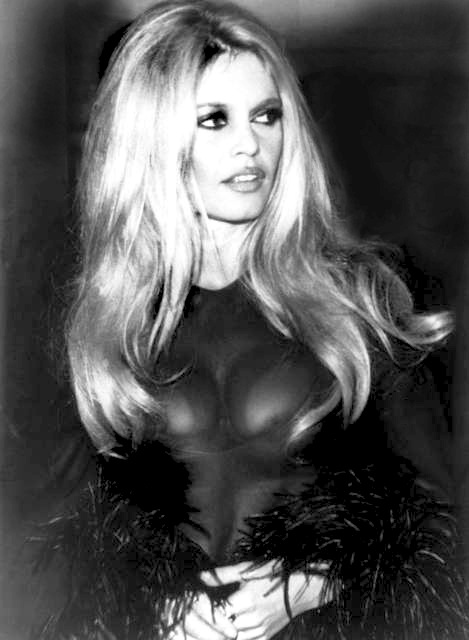
Brigitte Bardot, 1968

Und immer lockt das Weib ist der deutsche Titel des französischen Films  Et Dieu… créa la femme (eigentlich: Und Gott schuf das Weib) von Roger Vadim aus dem Jahr 1956.
Der Film erzählt die Geschichte von Juliette, einem 18-jährigen Waisenkind, das etwas mit Männern erleben will. Das Weib ist in diesem Fall Brigitte Bardot, die durch diesen Film zum Sexsymbol einer Ära wurde.
Aber auch in Abwandlungen wird der Filmtitel zitiert:
- „Und immer lockt das Erbe.“
- „Irak: Und immer lockt das Öl.“
- „Internet: Und immer lockt die Online-Auktion.“

## Und jedem Anfang wohnt ein Zauber inne.
Das Zitat bildet den Schluss des ersten Strophengebildes von Hermann Hesses Gedicht Stufen, dessen Thema der zweifache Inhalt jeder Lebensstufe ist: Abschied und Neubeginn in einem. Es wird gern bei Geburten oder Gründungen zitiert und ist der Titel einer Hesse-Biografie von Alois Prinz. Das Gedicht beginnt mit der folgenden Strophe:
Wie jede Blüte welkt und jede Jugend

Dem Alter weicht, blüht jede Lebensstufe,

Blüht jede Weisheit auch und jede Tugend

Zu ihrer Zeit und darf nicht ewig dauern.
Am Ende der ersten Strophe folgt dieses Zitat:
Und jedem Anfang wohnt ein Zauber inne,

Der uns beschützt und der uns hilft, zu leben.

## … und kein bisschen weise
Mit der Formulierung „… und kein bisschen weise“ weist man gern scherzhaft auf das vorgerückte Alter einer Person hin, die immer noch nicht weise geworden ist, aber auch jugendlich geblieben ist. Das Zitat geht auf das Chanson 60 Jahre und kein bisschen weise zurück, das der Schauspieler Curd Jürgens 1975 sang. Das Lied wurde von Hans Hammerschmid komponiert. Der Refrain lautet folgendermaßen:
„Sechzig Jahre und kein bißchen weise,
aus gehabtem Schaden nichts gelernt.
Sechzig Jahre auf dem Weg zum Greise
und doch sechzig Jahr’ davon entfernt.“
1976 gab Curd Jürgens auch seinen Memoiren den Titel Und kein bisschen weise. Dieser Titel wird gern in Abwandlungen zitiert:
- „Tausend Jahre und kein bisschen alt“ (Stadt Soest)
- „18 Jahre Haft – und kein bisschen leise“ (Mordechai Vanunu)
- „70 und kein bisschen müde“ (Adriano Celentano)

## … und kein Ende.

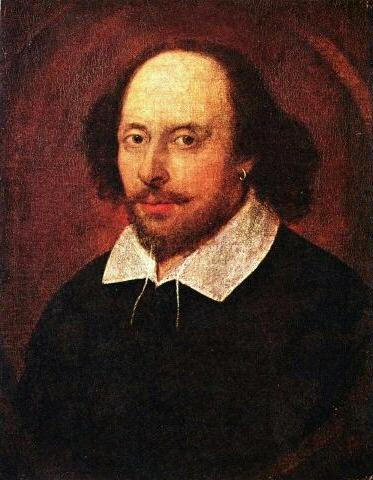
William Shakespeare

Dieser bereits gegen Ende des 18. Jahrhunderts gebräuchliche Ausdruck erlangte weitere Verbreitung wohl durch Goethes dreiteiligen Aufsatz Shakespeare und kein Ende, der mit folgenden Worten beginnt:
„Es ist über Shakespeare schon so viel gesagt, dass es scheinen möchte, als wäre nichts mehr zu sagen übrig, und doch ist das die Eigenschaft des Geistes, dass er den Geist ewig anregt. Diesmal will ich Shakespeare von mehr als einer Seite betrachten, und zwar erstlich als Dichter überhaupt, sodann verglichen mit den Alten und den Neusten, und zuletzt als eigentlichen Theaterdichter.“
Die ersten beiden Teile, Shakespeare als Dichter überhaupt und Shakespeare, verglichen mit den Alten und Neusten, entstanden 1813 und wurden erstmals in Cottas Morgenblatt für gebildete Stände vom 12. Mai 1815 veröffentlicht. Teil III, Shakespeare als Theaterdichter, entstand 1816, wurde aber erst zehn Jahre später in der von Goethe selbst herausgegebenen Zeitschrift Über Kunst und Altertum (Bd. 5, Heft 3) erstmals gedruckt.
Beispiele
- „Hypothekenkrise und kein Ende“
- „Phishing und kein Ende“
- „Apokalyptik und kein Ende?“

## Und sagte kein einziges Wort.
Und sagte kein einziges Wort ist der Titel eines Romans von Heinrich Böll. Der Romantitel gilt der männlichen Hauptfigur Fred Bogner. Am Schluss des Romans erkennt er die Notwendigkeit, zu seiner Familie zurückzukehren und seine bisherige Haltung aufzugeben, indem er gelobt: „... eines Tages werde ich sprechen.“

## Und sie bewegt sich doch.

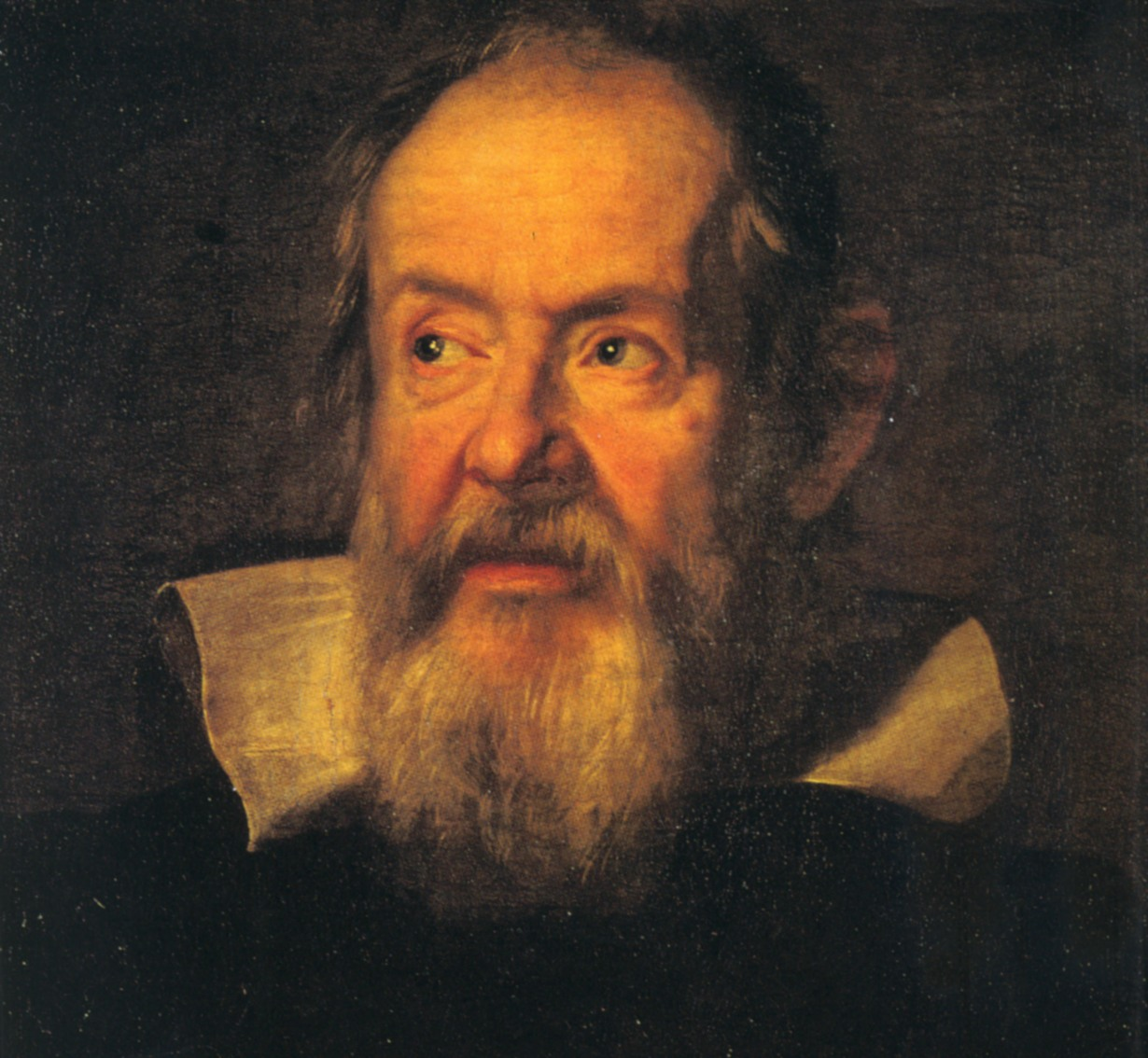
Galileo Galilei

„Und sie [die Erde] bewegt sich doch“ (italienisch: „Eppur si muove“) soll Galileo Galilei auf seinem Sterbebett oder beim Verlassen des Gerichtssaals gemurmelt haben. Dieser Ausspruch ist historisch nicht belegt, wurde jedoch schon zu seinen Lebzeiten verbreitet.
Die Quelle dafür sind wohl nicht die Querelles litteraires des Abbés Augustin Simon Irailh (Paris 1761). Dort heißt es auf Französisch:
„Au moment, assure-t-on, qu’il fut mis en libert, le remords le prit. Il baissa les yeux vers la terre et dit, en la frappant du pied: „Cependant elle remue“ („E pur si muove“).“
„In dem Augenblick, so versichert man, in dem er wieder frei wurde, bekam er Gewissensbisse. Er schlug die Augen nieder und sagte, indem er mit dem Fuß aufstampfte: ‚Gleichwohl bewegt sie sich.‘“
Die erste Zitation dieses Ausspruchs findet man bei Giuseppe Baretti (1719–1789) in seinem 1757 erschienenen Buch The Italian Library. Baretti dürfte den Ausspruch in seiner antikirchlichen Darstellung der betreffenden Szene erfunden haben. Neben der Verwendung als Titel von diversen Büchern, Filmen etc. findet er sich z. B. auch in der letzten Strophe des Liedes der Arbeit.

## … und solche, die es werden wollen
Wilhelm Busch schuf 1865 sein Naturgeschichtliches Alphabet (Münchener Bilderbogen Nro. 405/406) laut Untertitel „für größere Kinder und solche, die es werden wollen“.

## Und täglich grüßt das Murmeltier
Die Filmtitel Und täglich grüßt das Murmeltier steht im deutschen Sprachgebrauch allgemein als geflügeltes Wort für eine sich öfter wiederholende, unangenehme Situation.

## Und ward nicht mehr gesehn.
Diese ist die letzte Zeile aus Goethes Ballade Der Fischer, die durch die Vertonung von Franz Schubert bekannt wurde. Das Lied endet mit den folgenden Versen:
„Sie sprach zu ihm, sie sang zu ihm;
Da war’s um ihn geschehn;
Halb zog sie ihn, halb sank er hin
Und ward nicht mehr gesehn.“
Eine ähnliche Formulierung findet sich bereits in der deutschen Übersetzung des 1. Buchs Mose:
„Henoch war 65 Jahre alt und zeugte Metuschelach. Und Henoch wandelte mit Gott. Und nachdem er Metuschelach gezeugt hatte, lebte er 300 Jahre und zeugte Söhne und Töchter, dass sein ganzes Alter ward 365 Jahre. Und weil er mit Gott wandelte, nahm ihn Gott hinweg, und er ward nicht mehr gesehen.“
Das Zitat wird – auch in Abwandlungen – gebraucht, wenn jemand oder etwas von der Bildfläche verschwindet:
- „Kurz, er verschwand, und ward nicht mehr gesehn.“
- „Laubwerk des Waldes verschluckte ihn und er ward nicht mehr gesehen.“
- „Bestellt und ward nie mehr gesehen.“

## Und weil der Mensch ein Mensch ist, drum will er was zu essen, bitte sehr!
Die beiden Verse stehen am Anfang des Einheitsfrontlieds von Bertolt Brecht. Das Lied beginnt mit den folgenden Worten:
„Und weil der Mensch ein Mensch ist,
drum braucht er was zu essen, bitte sehr!
Es macht ihn ein Geschwätz nicht satt,
das schafft kein Essen her.“

## Und wenn der ganze Schnee verbrennt.
Diese Redensart ist durch die letzten Worte des alten Hilse am Ende des fünften Aktes von Gerhart Hauptmanns Drama Die Weber bekannt geworden. Der über den Aufstand entsetzte einarmige Webermeister arbeitet weiter an dem Platz, an den er sich von Gott gestellt fühlt:
„Hie bleiben mer sitzen und tun, was mer schuldig sein, und wenn d’r ganze Schnee verbrennt.“
Im Hinblick auf das Ende des Alten, der am Webstuhl von einer Kugel getroffen wird, ergänzt man das Zitat öfter durch.
„Die Asche bleibt uns doch.“

## Und wenn die Welt voll Teufel wär.

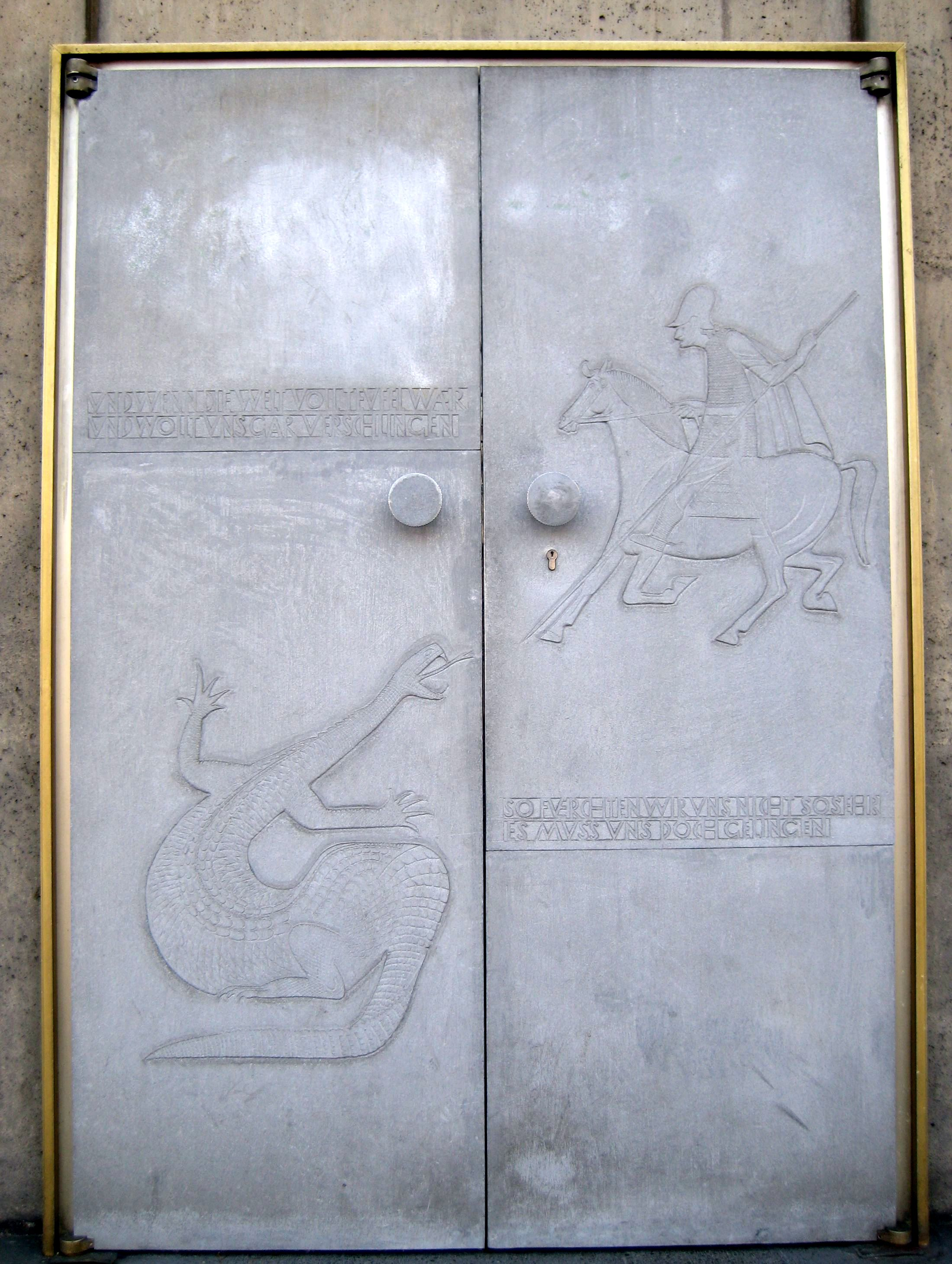

Mit diesen Worten beginnt die dritte Strophe von Martin Luthers Kirchenlied Ein feste Burg ist unser Gott:
„Und wenn die Welt voll Teufel wär
und wollt uns gar verschlingen,
so fürchten wir uns nicht so sehr,
es soll uns doch gelingen.
Der Fürst dieser Welt,
wie sau’r er sich stellt,
tut er uns doch nicht;
das macht, er ist gericht’:
ein Wörtlein kann ihn fällen.“
Dieses Zitat findet sich auf den Aluminium-Portaltüren der Kaiser-Friedrich-Gedächtniskirche, die vom Bildhauer Gerhard Marcks gestaltet wurden. Das mittlere Portal zeigt auf der Außenseite in Reliefform den Kampf des Heiligen Georg gegen den Drachen und in erhabenen Lettern das Zitat von Martin Luther.

## Und wenn sie nicht gestorben sind, so leben sie noch heute.
Diese Worte gelten als die klassische Schlussformel von Märchen und finden sich zum Beispiel im Märchen Fundevogel. Von den der Hexe entronnenen Kindern heißt es dort:
„Da gingen die Kinder zusammen nach Haus und waren herzlich froh; und wenn sie nicht gestorben sind, leben sie noch.“
Das Zitat wird nicht nur mit Bezug auf Märchen gebraucht:
- „Und wenn sie nicht gestorben sind verprassen sie ihr Pfandgeld.“
- „Und wenn sie nicht gestorben sind... Die Kinder von Golzow.“ (Filmtitel)
- „Psychosozial-Verlag: Und wenn sie nicht gestorben sind, dann leiden sie noch heute.“

## Und willst du nicht mein Bruder sein, so schlag ich dir den Schädel ein.
Dieser Spottvers aus dem Revolutionsjahr 1848 ist angelehnt an den in der Französischen Revolution entstandenen Slogan:
„La fraternité ou la mort!“
„Brüderlichkeit oder Tod!“
Der deutsche Reichskanzler Fürst Bernhard von Bülow verwendete den Vers 1903 in einer Rede während einer Auseinandersetzung im Reichstag und verhalf ihm dadurch zu neuer Popularität.
Der Psychoanalytiker Werner Bohleber schreibt zu diesem Zitat:
„Das Anderssein muss ausgeschaltet werden, entweder aus der Wahrnehmung durch Verleugnung oder durch die psychische Entfernung der anderen Person.“

## Unendliche Geschichte
Die unendliche Geschichte ist der Titel eines Jugendromans von Michael Ende aus dem Jahr 1979. Die Geschichte spielt im Land Phantasien, das der kindliche Held durch die Lektüre eines gestohlenen Buches betritt und mit seinen Vorstellungen neu erschafft. Dieser Vorgang ist die Unendliche Geschichte, die ein Leser durch seine Fantasie so erweitern könnte, dass die Geschichte sich ohne Ende fortsetzt.
Ein gleichnamiger Fantasyfilm wurde 1984 von Wolfgang Petersen realisiert.

## Unfähigkeit zu trauern
Die Psychoanalytiker Alexander und Margarete Mitscherlich veröffentlichten 1967 eine Sammlung gesellschaftsanalytischer Arbeiten unter dem Titel Die Unfähigkeit zu trauern. Grundlagen des kollektiven Verhaltens. Sie setzen sich darin damit auseinander, dass ein Teil der deutschen Bevölkerung nach dem Zweiten Weltkrieg die Verbrechen des Nationalsozialismus verdrängt hat.

## Ungeschriebenes Gesetz
Als ungeschriebenes Gesetz bezeichnet man etwas Verbindliches, das sich eingebürgert hat, ohne dass es schriftlich fixiert wurde. Der Ausdruck kommt zum ersten Mal in einem der Gesetze des Staatsmannes Solon von Athen vor und lautet auf Griechisch:
„ἄγραφος νόμος“
agraphos nomos
Der antike jüdische Geschichtsschreiber Flavius Josephus hält den Griechen Folgendes vor:
„War ja bei den Griechen doch nicht einmal die Bezeichnung νόμος [= Nomos] für Gesetz von alters her bekannt, wie daraus hervorgeht, das Homer das Wort in keinem seiner Gedichte gebraucht. Zu seiner Zeit gab es nämlich nichts dergleichen, sondern die Massen wurden nach unbestimmten Meinungen und durch die Befehle des Königs gelenkt. Deshalb galt auch lange Zeit hindurch nur ungeschriebenes Herkommen, das noch dazu in vielen Stücken je nach <den> Umständen wieder geändert wurde.“
Der letzte Satz scheint die lange mündlich überlieferte Rechtsprechung zu meinen. Freilich dürfte Josephus in Bezug auf Homer irren, denn zu seiner Zeit gab es sehr wohl schon Gesetze und den Begriff Nomos, aber zur Zeit des Trojanischen Krieges noch nicht.

## Ungläubiger Thomas

Caravaggio: Der ungläubige Thomas

Dieser Ausdruck hat seinen Ursprung im Johannesevangelium, wo von der Erscheinung des auferstandenen Jesus im Kreis seiner Jünger berichtet wird:
„Thomas aber war nicht bei ihnen, als Jesus kam. Da sagten die anderen Jünger zu ihm; Wir haben den Herrn gesehen. Er aber sprach zu ihnen: Es sei denn, dass ich in seinen Händen sehe die Nägelmale und lege meine Hand in seine Seite, will ich’s nicht glauben.“
Auf diese Überlieferung geht die abwertende Bezeichnung „ungläubiger Thomas“ zurück, weil dieser an der Auferstehung Jesu zunächst zweifelte, bis er selbst die Wundmale des Auferstandenen berühren durfte.
Der Apostel Thomas ist einer der zwölf Jünger, die Jesus drei Jahre lang begleiteten. In den apokryphen Thomasakten wird überliefert, dass Thomas zur Verkündigung des Christentums nach Osten ging und bis Indien kam. Auf ihn führen die so genannten Thomaschristen ihre Gemeinschaft zurück.

## Unheimliche Begegnung der dritten Art
Unheimliche Begegnung der dritten Art (englisch: Close Encounters of the Third Kind) ist ein US-amerikanischer Spielfilm aus dem Jahr 1977, der von der Landung außerirdischer Wesen auf der Erde handelt. Der Filmtitel geht auf den US-amerikanischen Astronomen J. Allen Hynek zurück, der Berichte über Begegnungen mit UFOs folgendermaßen kategorisierte:
1. Begegnungen der ersten Art sind zum Beispiel elektromagnetische Störungen
2. Begegnungen der zweiten Art sind Flecken auf dem Erdboden als Beweise für das Erscheinen eines Ufos
3. Begegnungen der dritten Art sind Beobachtungen menschenähnlicher Wesen

In Anlehnung an diese Kategorisierung werden im Film folgende Arten von Begegnungen genannt:
1. Sichtung eines UFOs
2. Vorhandensein physischer Beweise für das UFO
3. Kontakt mit einem UFO oder dessen Insassen

## Unkaputtbar
Der Ausdruck, der eigentlich ‚unzerstörbar‘ oder eventuell auch ‚unkaputtmachbar‘ heißen müsste, entstand in der Werbung. 1990 begann Coca-Cola, Glasflaschen ab einem Liter durch Plastikflaschen aus PET zu ersetzen und erzeugte mit dem grammatisch nicht korrekten Ausdruck (die Nachsilbe -bar darf eigentlich nicht mit einem Adjektiv, sondern nur mit einem Verb oder in Ausnahmefällen mit einem Nomen kombiniert werden) erhöhte mediale Aufmerksamkeit. Im Jahr 2009 wurde der Ausdruck „unkaputtbar“ in den Duden aufgenommen.
In den 2010er Jahren wird der Ausdruck für langlebige Gegenstände jedweder Art oder auch für besonders widerstandsfähige Lebewesen, z. B. Bakterien oder Insekten, aber auch für dauerhaft erfolgreiche Medienproduktionen wie z. B. James-Bond-Filme oder die Musik der Rolling Stones benutzt.

## Unordnung und frühes Leid
Unordnung und frühes Leid ist der Titel einer Erzählung von Thomas Mann aus dem Jahr 1925. Sie hat die sich in der Familie eines Geschichtsprofessors abspielenden Veränderungen zum Gegenstand, die nur einen Reflex der Veränderungen darstellen, die im Zeitgeschehen ablaufen.

## Unrasiert und fern der Heimat

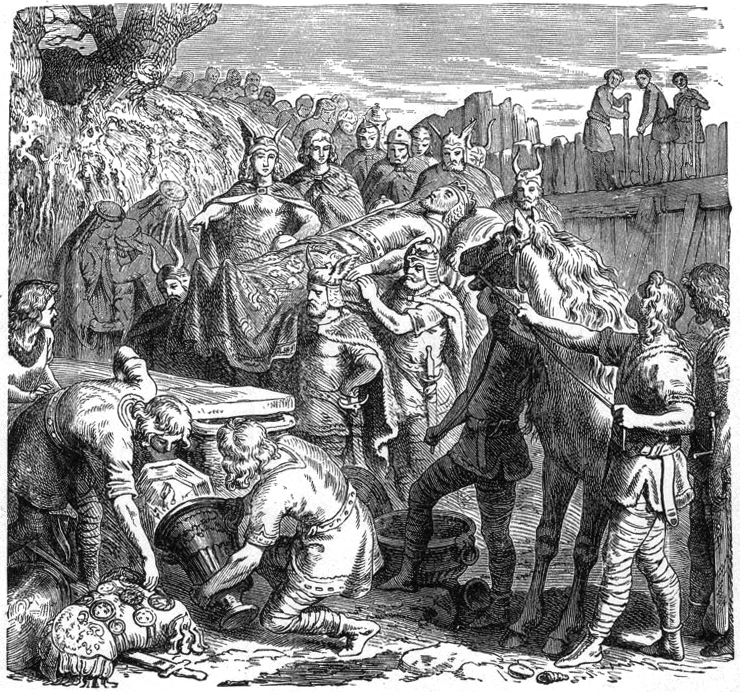
Beisetzung des Königs Alarich

Dieser Ausdruck stammt aus der Soldatensprache des Ersten Weltkriegs und geht vermutlich auf August von Platens Ballade Das Grab im Busento zurück. Dort heißt es von der Beisetzung des Gotenkönigs Alarich I.:
„Nächtlich am Busento lispeln, bey Cosenza, dumpfe Lieder,
Aus den Wassern schallt es Antwort, und in Wirbeln klingt es wieder!

Und den Fluß hinauf, hinunter, zieh’n die Schatten tapfrer Gothen,
Die den Alarich beweinen, ihres Volkes besten Todten.

Allzufrüh und fern der Heimath mußten hier sie ihn begraben,
Während noch die Jugendlocken seine Schulter blond umgaben.“

## Unrecht Gut gedeihet nicht.
Diese Redensart stammt aus den Sprüchen Salomonis:
„1 Dies sind die Sprüche Salomos. Ein weiser Sohn ist seines Vaters Freude; aber ein törichter Sohn ist seiner Mutter Grämen. 2 Unrecht Gut hilft nicht; aber Gerechtigkeit errettet vor dem Tode.“
Diese Redensart variiert:
- „Unrecht Gut hält nicht vor.“
- „Unrecht Gut hat Adlersfedern.“
- „Unrecht Gut macht nicht reich.“

## Unruhig ist unser Herz, bis es ruht in dir, o Herr.
Die bekannten Sentenz am Anfang der Bekenntnisse (lateinisch: Confessiones), der autobiografische Betrachtungen des Kirchenlehrers Augustinus von Hippo, lautet auf Lateinisch:
„Inquietum est cor nostrum, donec requiescat in te, Domine.“
Thema sind die Irrwege und die Vollendung des Strebens zur Einung mit Gott. Augustinus war ein umtriebiger Mensch auf der Suche nach dem richtigen Weg und brauchte rund 30 Jahre, um das Ziel seines Weges zu erkennen. Das ganze Zitat lautet folgendermaßen:
„Du, o Herr, hast uns für dich geschaffen, und unruhig ist unser Herz, bis es ruht in dir.“
Das Zitat wird heute gerne für Traueranzeigen verwendet.

## Uns ist ganz kannibalisch wohl.

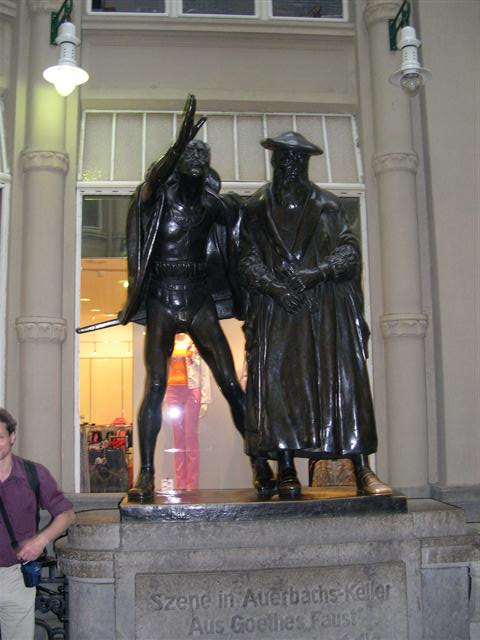
Szene in Auerbachs Keller

Die Gesellschaft in Auerbachs Keller in Goethes Faust I singt, nachdem Mephisto ihnen durch Zauber Wein verschafft hat:
Mephistopheles (mit seltsamen Gebärden).
„Trauben trägt der Weinstock!
 Hörner der Ziegenbock!
Der Wein ist saftig, Holz die Reben,
Der hölzerne Tisch kann Wein auch geben.
Ein tiefer Blick in die Natur!
Hier ist ein Wunder, glaubet nur!
Nun zieht die Pfropfen und genießt!“
Alle (indem sie die Pfropfen ziehen und jedem der verlangte Wein ins Glas läuft).
„O schöner Brunnen, der uns fließt!“
Mephistopheles.
„Nur hütet euch, dass ihr mir nichts vergießt!“
(Sie trinken wiederholt.)
Alle (singen).
„Uns ist ganz kannibalisch wohl,
Als wie fünfhundert Säuen!“
Es sind die vier Zechbrüder, die diese Worte singen.

## Uns ist in alten maeren wunders vil geseit.

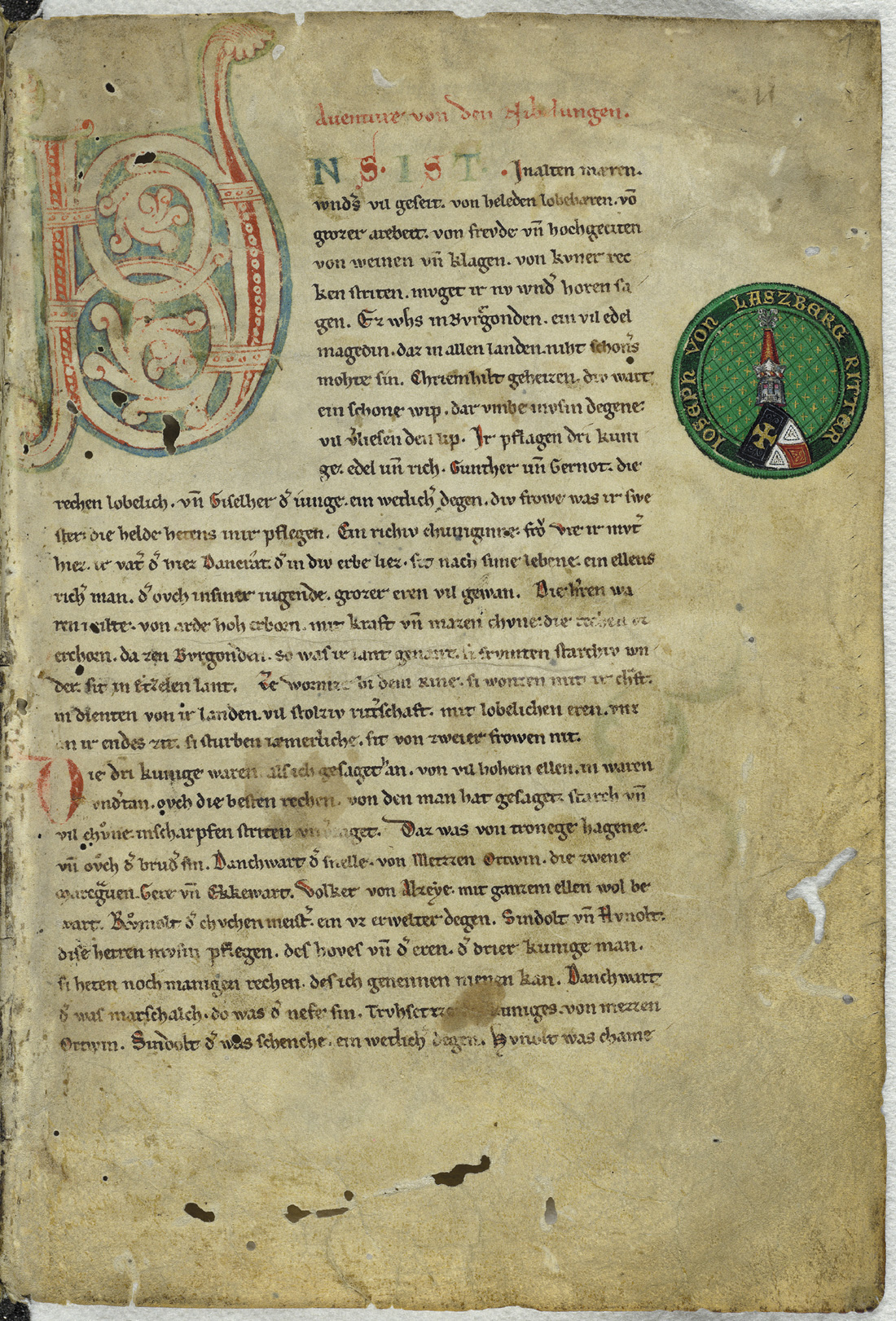
Erste Seite der Handschrift C des Nibelungenlieds

Dies sind die ersten Worte des Nibelungenlieds, dessen erste Strophe folgendermaßen lautet:
„Uns ist in alten maeren wunders vil geseit
von helden lobebaeren, von grôzer arebeit,
von fröuden, hôchgezîten, von weinen und von klagen,
von küener recken strîten muget ir nu wunder hoeren sagen.“
„Uns wird in alten Erzählungen viel Wunderbares berichtet,
von rühmenswerten Helden, großer Kampfesmühe,
von Freuden, Festen, von Weinen und von Klagen;
von den Kämpfen kühner Helden könnt ihr nun Wunderbares erzählen hören.“
Das Nibelungenlied besteht aus zwei Teilen:
Im ersten Teil steht Kriemhilds erste Ehe mit Siegfried und Siegfrieds Tod, im zweiten ihre Rache im Mittelpunkt. Das räumliche Umfeld ist das Burgundenreich am Rhein, sowie (im zweiten Teil) Südostdeutschland und das Donaugebiet des heutigen Österreichs und Ungarns.

## Unschuld vom Lande
Als Unschuld vom Lande bezeichnet man eine junge Frau, gelegentlich auch einen Mann, die oder der als besonders unerfahren erscheint. Der Ausdruck, den man schon bei Goethe und Wieland in ähnlicher Form findet, wurde durch die Operette Die Fledermaus von Johann Strauß populär. Dort singt das Kammermädchen Adele die Arie Spiel ich die Unschuld vom Lande, die folgendermaßen beginnt:
„Spiel ich die Unschuld vom Lande,
Natürlich im kurzen Gewande,
So hüpf’ ich ganz neckisch umher,
Als ob ich ein Eichkatzerl wär;
Und kommt ein saub’rer junger Mann,
So blinzle ich lächelnd ihn an,
Durch die Finger zwar nur
Als ein Kind der Natur,
Und zupf’ an meinem Schürzenband –“

## Unser Leben währet 70 Jahre.
Im Psalm 90 heißt es:
„Unser Leben währet 70 Jahre, und wenn es hochkommt, so sind’s 80 Jahre, und wenn es köstlich gewesen ist, so ist es Müh’ und Arbeit gewesen“
Der Psalmist steht damit im Widerspruch zu den Altersangaben für Methusalem (969 Jahre), Abraham (176 Jahre) und Moses (120 Jahre).
Am Anfang dieses Psalms stehen die bekannten Worte:
„Denn tausend Jahre sind vor dir wie der Tag, der gestern vergangen ist, und wie eine Nachtwache.“

## Unser Mann in Havanna
Unser Mann in Havanna (englisch: Our Man in Havana) ist ein 1959 gedrehter englischer Films nach dem gleichnamigen Roman von Graham Greene. Der Held des Romans, ein Staubsaugerhändler, agiert als britischer Agent in Kuba und soll ein „karibisches Agentennetz“ aufbauen. Er sagt zu, weil er wegen seiner leichtsinnigen Tochter unter ständigen Geldsorgen leidet, obwohl er keine Ahnung von nachrichtendienstlicher Arbeit hat. Die Informationen, die London von ihm erwartet, erfindet er einfach. Den größten Eindruck macht ein von ihm gelieferter Plan eines riesigen militärischen Komplexes, der sich als Konstruktionsskizze eines Staubsaugers entpuppt.
Der Titel wird heute meist mit anderen Ortsangaben zitiert:
- „Unser Mann in Moskau “
- „Unser Mann in Cannes“
- „Unser Mann in Dubai“

## Unser Sommer ist nur ein grün angestrichener Winter.
Der Dichter Heinrich Heine schrieb in Italien über den deutschen Sommer:
„‚Ach liebe Frau!‘ sagte ich ihr, ‚in unserem Lande ist es sehr frostig und feuchte, unser Sommer ist nur ein grün angestrichener Winter, sogar die Sonne muss bei uns eine Jacke von Flanell tragen, wenn sie sich nicht erkälten will; bei diesem gelben Flanellsonnenschein können unsrer Früchte nimmermehr gedeihen, sie sehen verdrießlich und grün aus, und unter uns gesagt, das einzige reife Obst, das wir haben, sind gebratene Äpfel.‘“
Ähnlich schrieb der Philosoph Friedrich Nietzsche:
„Das deutsche Klima allein ist ausreichend, um starke und selbst heroisch angelegte Eingeweide zu entmutigen. … Paris, die Provence, Florenz, Jerusalem, Athen – diese Namen beweisen: das Genie ist bedingt durch trockene Luft, durch reinen Himmel – das heißt durch rapiden Stoffwechsel.“

## Unsere Währung, euer Problem!
Mit diesem Spruch wiesen mehrere Bankiers der USA auf die weltweite Überlegenheit des US-Dollars hin, der immer wieder durch Abwertungen, vor allem in den 1970er Jahren (Zusammenbruch des Bretton-Woods-Systems), andere Volkswirtschaften in Bedrängnis brachte. Da die Bedeutung des US-Dollars relativ zur globalen Wirtschaftsleistung immer weiter abnimmt, führt eine Abwertung des Dollars heutzutage vermehrt zu steigenden dollarnotierten Rohstoffpreisen, sodass auch für die USA eine Währungsabwertung Inflationsgefahr bedeutet.

## Unsre Fahne flattert uns voran.
Die Zeile aus einem Lied der Hitlerjugend von Baldur von Schirach wird gelegentlich zitiert, um eine Alkoholfahne zu beschreiben. Das Lied Vorwärts! Vorwärts! schmettern die hellen Fanfaren, aus dem dieses Zitat stammt, endet mit den folgenden Worten:
„Uns’re Fahne flattert uns voran,
Uns’re Fahne ist die neue Zeit.
Und die Fahne führt uns in die Ewigkeit!
Ja die Fahne ist mehr als der Tod!“
Das Lied ist in Deutschland nach § 86a StGB verboten. In Österreich gelten aufgrund § 3 des Verbotsgesetzes 1947 vergleichbare Bestimmungen.

## Unter aller Kanone
Der Ausdruck „Unter aller Kanone“ entstammt dem schulischen Bereich und geht auf den lateinischen Begriff „sub omni canone“ zurück. Gemeint ist der Kanon als Maßstab eines bestimmten Wissens und der Zensuren, die über das Wissen des Schülers erteilt werden. Ein Beleg findet sich im sächsischen Schulbetrieb des 18. Jahrhunderts, wo ein visitierender Pfarrer klagend feststellt, dass er sich „einen canon zu fünf Zensuren gemachet (optime, bette, sic satis, male, pessime), daß aber leider viele Arbeiten so schlecht seien, daß sie nur als ‚sub omni canone‘ bezeichnet werden können“.
Die Redensart ist aber in Wirklichkeit älter.
Die Floskel sub omni canone (lat. unterhalb jeden Maßstabes) wird bei der Bewertung einer Dissertation verwendet, um eine ungenügende Leistung zu kennzeichnen. Für Metaphern mit Kanone siehe Kanone (Metapher).

## Unter dem Joch

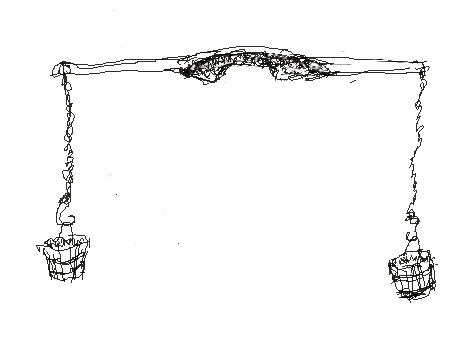
Tragjoch

Sich unter dem Joch befinden bedeutet, dass jemand in die Knie gezwungen, gedemütigt und gekränkt wurde. Im Allgemeinen zogen Ochsen die Wagen unter dem Joch.
Nach ihrer Niederlage in der Schlacht an den Kaudinischen Pässen 321 v. Chr. wurden die Römer unter das kaudinische Joch gezwungen – die Soldaten mussten als Demütigung unter einem symbolischen Joch hindurchziehen, einem aus gekreuzten Speeren gebildeten Spalier.
Ein Propagandamanöver Caesars bestand darin, nach seinem Sieg in der Schlacht bei Bibracte 58 v. Chr. über die Helvetier diese unter das Joch zu schicken und so darzustellen – eine besonders große Erniedrigung.
Die Befreiung vom türkischen Joch beschrieb (1886–1889) Iwan Wasow in seinem Werk „Unter dem Joch“.

## Unter den Talaren Muff von tausend Jahren

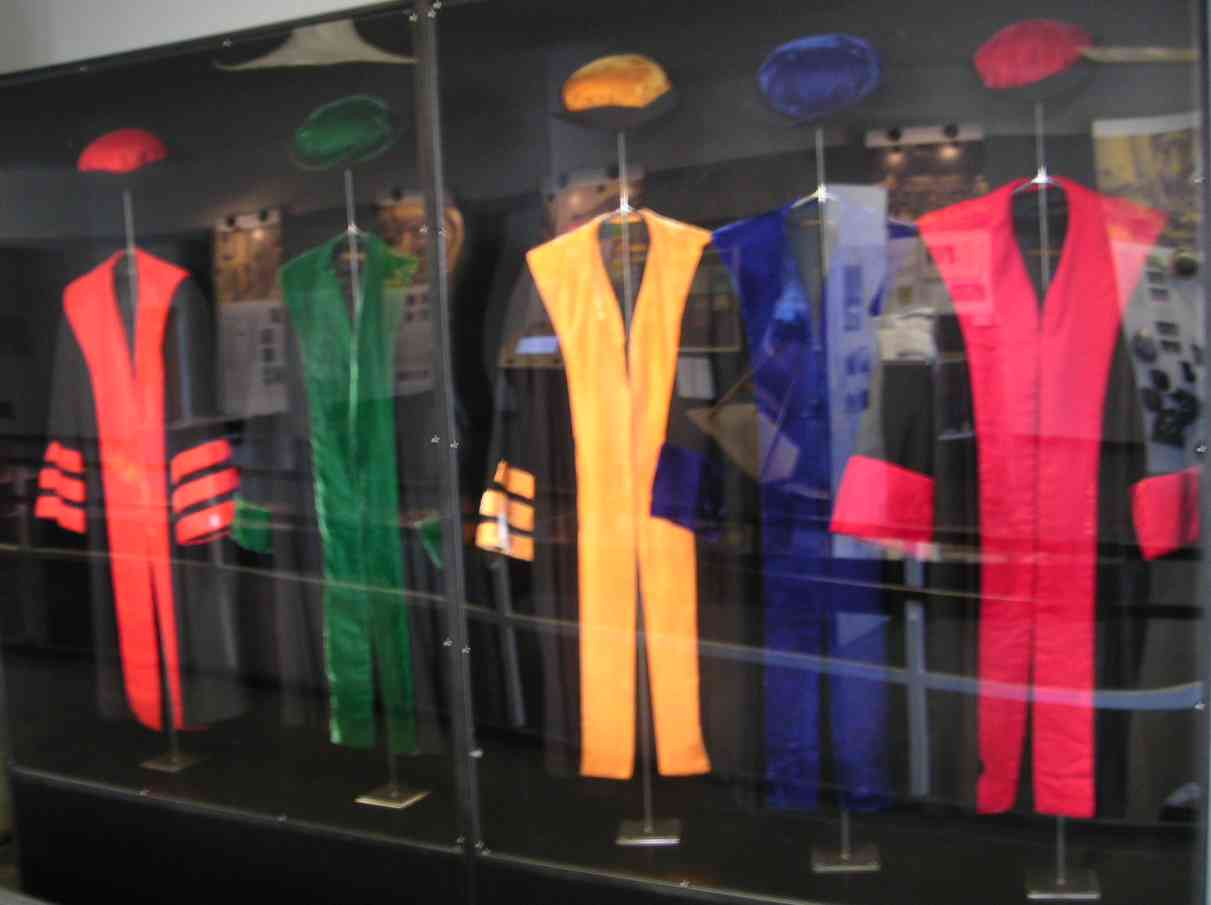
Talare der Freien Universität Berlin

„Unter den Talaren – Muff von 1000 Jahren“ war der Text eines Transparents, das 1967 vom damaligen Hamburger Studenten und AStA-Vorsitzenden Detlev Albers zusammen mit seinem Kommilitonen Gert Hinnerk Behlmer bei der Rektoratsübergabe in der Öffentlichkeit enthüllt wurde. Das dabei entstandene Pressefoto wurde vielfach abgedruckt, und der Text des Transparents wurde seitdem als Kernsatz der 68er-Bewegung jahrzehntelang vielfach zitiert. Der Text stammte von Peter Schütt, damals wissenschaftlicher Assistent an der Universität Hamburg. In einem Interview erklärte Detlev Albers die Gründe, die ihn und seine Kommilitonen damals zu der Aktion veranlassten:
„Mit dem Transparent wollten wir die Hochschulen darauf stoßen, dass sie sich bislang vor der Aufarbeitung ihrer Rolle im ‚Dritten Reich‘ gedrückt hatten. Außerdem war es die Zeit der außerparlamentarischen Opposition gegen die erste Große Koalition: Wir kämpften gegen die Notstandsgesetze, gegen den Vietnam-Krieg und für nichts weniger als eine Umwälzung der gesamten Gesellschaft.“
Die Aktion bei der Rektoratsübergabe in Hamburg war nicht der erste Einsatz dieses Transparents. Es war bereits wenige Monate zuvor bei der Sternfahrt zur Trauerfeier für den getöteten Studenten Benno Ohnesorg verwendet worden, hatte damals aber kein Aufsehen erregt.
Das Originaltransparent befindet sich heute im Staatsarchiv Hamburg.

## Unter einen Hut
Für die Verfilmung seiner Dreigroschenoper ergänzte Bertolt Brecht die Ballade, in der Macheath jedermann Abbitte leistet, 1930 um drei Strophen. Die erste dieser neuen Schlussstrophen lautet:
„Und so kommt zum guten Ende
Alles unter einen Hut.
Ist das nötige Geld vorhanden
Ist das Ende meistens gut.“
Mit dem Zitat „Ist das nötige Geld vorhanden“ deutet man heute an, dass die Verwirklichung eines Vorhabens oft nur mit dem nötigen Geld möglich ist.

## Unter Kameraden ist das ja ganz egal.
Dieser Ausspruch stammt aus dem Lustspiel Krieg im Frieden, das der deutsche Schriftsteller Gustav von Moser 1881 zusammen mit dem österreichischen Bühnenautor Franz von Schönthan verfasste.
Man zitiert diese Worte, wenn man andeuten will, dass man sich unter Gleichgesinnten befindet, die alles unter sich ausmachen.

## Unter seine Fittiche nehmen
Diese Redewendung findet sich in zwei Psalmen und einem Canticum des Alten Testaments:
„Lass mich wohnen in deiner Hütte ewiglich und Zuflucht haben unter deinen Fittichen.“
„Er wird dich mit seinen Fittichen decken, und deine Zuversicht wird sein unter seinen Flügeln.“
„[Er hütete ihn], wie ein Adler sein Nest ausführt und über seinen Jungen schwebt, seine Schwingen ausbreitet, eines von ihnen aufnimmt und es auf seinem Gefieder trägt.“
Wer jemanden unter seine Fittiche nimmt, kümmert sich um ihn. Das Bild geht aus von einem Vogel, der seine Jungen unter seinen Flügeln beschützt.

## Untergang des Abendlandes
Der Untergang des Abendlandes. Umrisse einer Morphologie der Weltgeschichte ist das kulturphilosophische Hauptwerk von Oswald Spengler.
Der Haupttitel war immer wieder Anlass zu Missverständnissen. In seiner düster akzentuierten Formulierung ging er auf Otto Seecks Geschichte des Untergangs der antiken Welt zurück.
Spengler wehrte sich ausdrücklich gegen die pessimistische Auslegung seines Buchtitels:
„Der Begriff einer Katastrophe ist in dem Worte nicht enthalten. Sagt man statt Untergang Vollendung, (…) so ist die ‚pessimistische‘ Seite einstweilen ausgeschaltet, ohne daß der eigentliche Sinn des Begriffs verändert worden wäre.“
Ohne einen Buchstaben seines Werkes ändern zu müssen, hätte Spengler es also auch Die Vollendung der abendländischen Kultur nennen können.

## Unverständlich sind mir die Alten.
Diese Worte sind dem Gedicht Die Alten und die Jungen des deutschen Schriftstellers Theodor Fontane entnommen. Das Gedicht drückt den Generationenkonflikt mit folgenden Versen aus:
„‚Unverständlich sind uns die Jungen‘
Wird von den Alten beständig gesungen;
Meinerseits möcht ich’s damit halten:
‘Unverständlich sind mir die Alten.’
Dieses am Ruder bleiben Wollen
In allen Stücken und allen Rollen,
Dieses sich unentbehrlich Vermeinen
Samt ihrer ‘Augen stillem Weinen’,
Als wäre der Welt ein Weh getan –
Ach, ich kann es nicht verstahn.“

## Unvorbereitet, wie ich bin.
Diese scherzhafte Redensart war ursprünglich eine Freud’sche Fehlleistung. Im Jahr 1834 begann ein Baurat namens Matthias in Halle seine Antwort auf einen Trinkspruch mit den Worten „Unvorbereitet, wie ich bin“. Er stockte, zog dann sein Manuskript hervor und las seine vorbereitete Rede ab.
Diese Worte werden heute gern als ironische Einleitung zu einem Vortrag gebraucht, um eine aufgelockertere Atmosphäre zu schaffen.

## Unwissenheit ist kein Argument.
Dieser Satz wurde Spinoza von Friedrich Engels im so genannten Anti-Dühring (Herrn Eugen Dührings Umwälzung der Wissenschaft; Kap. IX) zugeschrieben. Dort heißt es:
„Worauf wir nur mit Spinoza antworten können: Ignorantia non est argumentum, die Unwissenheit ist kein Beweisgrund.“
Engels entgegnete damit dem obskurantistischen Argument, dass man auf der Basis der Unwissenheit glauben sollte und stellte fest, dass Unwissenheit kein Argument für Gott sei.

## Up ewig ungedeelt

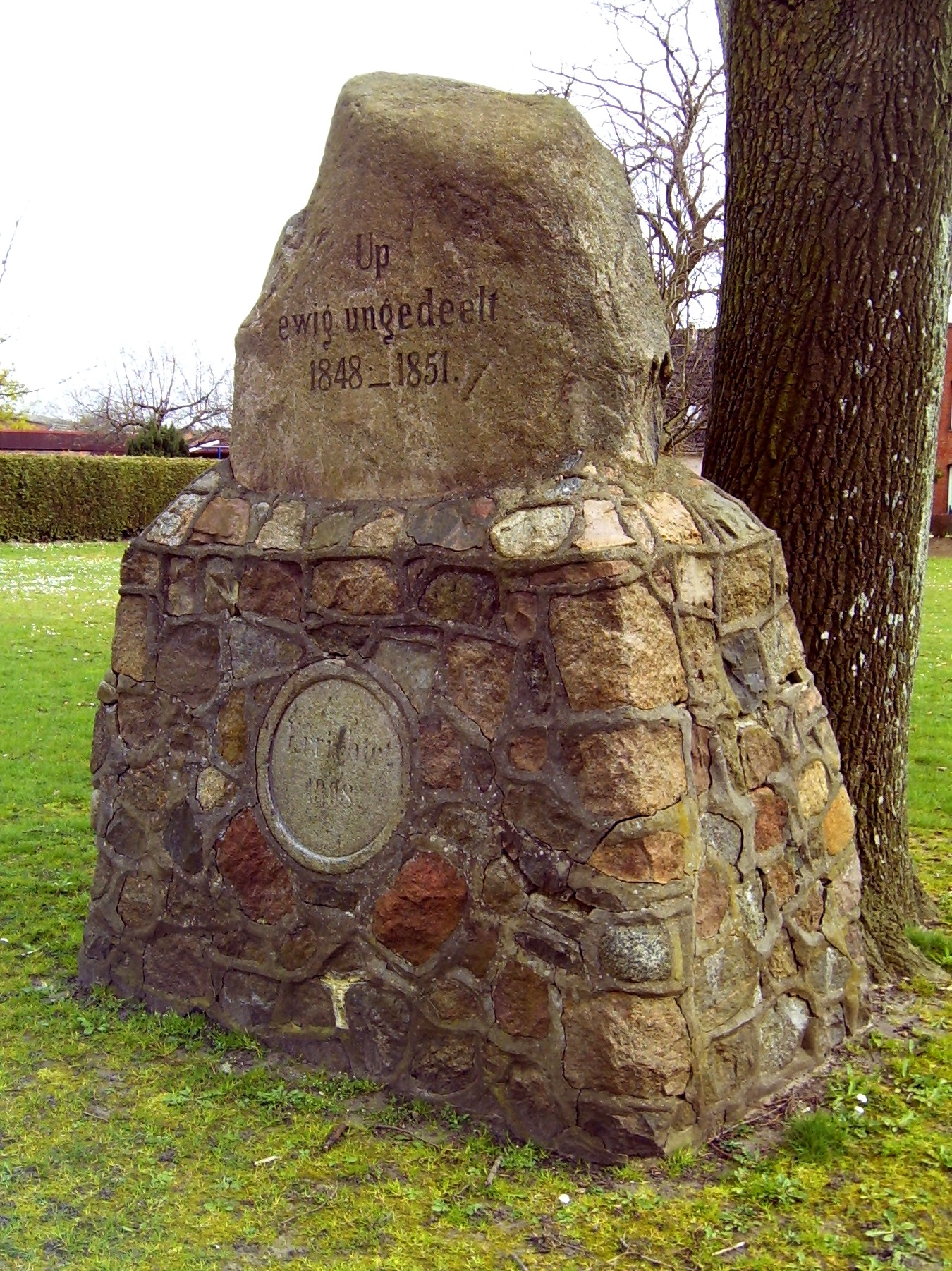
Gedenkstein an den Ersten Schleswig-Holsteinischen Krieg: „Up ewig ungedeelt“

Up ewig ungedeelt (hochdeutsch: auf ewig ungeteilt) ist Teil des Vertrages von Ripen 1460, in dem die Herrschaft in Schleswig und Holstein neu geregelt wurde. Durch ein antidänisches Gedicht, dass der Apenrader Arzt August Wilhelm Neuber 1841 schuf, wurde es zum Schlagwort der „Schleswigholsteiner“ des 1844 von der holsteinischen Ständeversammlung eingeforderten Landesrechts: „Die Herzogtümer Schleswig und Holstein sind fest miteinander verbundene Staaten.“ Im folgenden Ersten Schleswig-Holsteinischen Krieg von 1848 bis 1851 wie auch im Zweiten Schleswig-Holsteinischen Krieg war es das deutsche Schlagwort. Zur letzten politischen Bedeutung gelangte das Motto, als am Ende des Ersten Weltkrieges der Versailler Vertrag Dänemark die Möglichkeit eines Plebiszites in Schleswig einräumte. Aufgrund der daraufhin durchgeführten Volksabstimmung in Schleswig von 1920 wurde, entgegen diesem Landesrecht, Nordschleswig von Schleswig-Holstein abgetrennt.

## Uralt Lavendel
Mit diesem umgangssprachlichen Ausdruck bezeichnet man etwas als völlig veraltet. Die Formulierung ist die scherzhafte Verwendung des Namens eines Eau de Cologne der Firma Lohse mit Lavendelduft, das früher sehr bekannt war. Für dieses Parfum verfasste die Schriftstellerin Elisabeth Langgässer, die 1936 als „Halbjüdin“ mit Schreibverbot belegt wurde, Reklametexte.
„Uralt“ bezieht sich wohl auf die Rezeptur, eine alte, bewährte Mischung. Uralt Lavendel wurde jedoch zum Synonym für unzeitgemäß.